# Claudia Cardinale
Claudia Cardinale, właśc. Claude Joséphine Rose Cardinale (ur. 15 kwietnia 1938 w Tunisie) – włoska aktorka filmowa i piosenkarka. Obok Sophii Loren i Giny Lollobrigidy zaliczana do grona największych gwiazd kina włoskiego o międzynarodowej sławie. W latach 60. XX wieku była często określana przez prasę w wielu krajach jako najpiękniejsza kobieta świata; przedstawiana jako symbol seksu tej dekady. W swojej długiej, ponad sześćdziesięcioletniej karierze występowała w wielu gatunkach filmowych – od włoskich komedii po spaghetti westerny, od dramatów po filmy historyczne – współpracując z takimi reżyserami jak Federico Fellini, Sergio Leone czy Werner Herzog. Wzięła udział w ponad 175 filmach (głównie włoskich i francuskich), z których wiele stanowiło ekranizacje arcydzieł literatury włoskiej i światowej. Kilka filmów, w których zagrała, zalicza się do grona najważniejszych w historii kina.
Jej dokonania aktorskie były wielokrotnie zauważane i doceniane na krajowych i zagranicznych festiwalach filmowych. Pięciokrotnie nagrodzona statuetką Davida di Donatello Włoskiej Akademii Filmowej, w tym nagrodą w kategorii „Najlepsza aktorka pierwszoplanowa” (za role w Dniu puszczyka – 1967/68 oraz Włoch szuka żony – 1971/72), nagrodą „David speciale” (za rolę w filmie Dziewczyna z walizką – 1960/61 oraz za całokształt twórczości – 1996/97) oraz wyróżnieniem Premio Alitalia (1987/88) W 1984 roku za rolę w filmie Claretta została uhonorowana na Międzynarodowym Festiwalu Filmowym w Wenecji Nagrodą Pasinettiego (wł. Premio Pasinetti) dla najlepszej aktorki. W 1993 roku na tym samym festiwalu została uhonorowana Honorowym Złotym Lwem (wł. Leone d’oro alla carriera). W 2002 roku na Międzynarodowym Festiwalu Filmowym w Berlinie została nagrodzona Honorowym Złotym Niedźwiedziem za wkład w rozwój kina.

## Życiorys

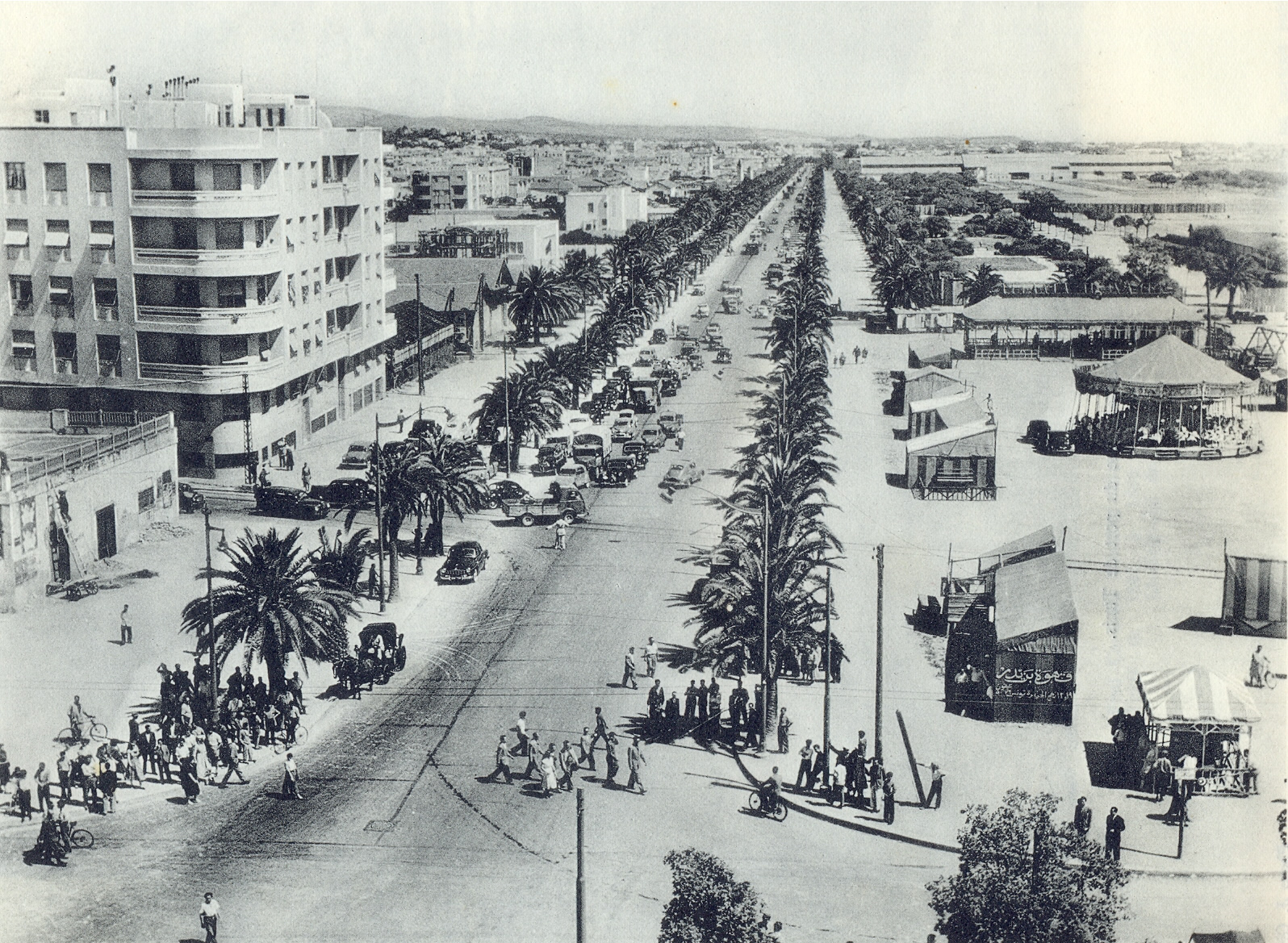
Ulica w Tunisie w 1942 roku

### Wczesny okres życia
Claudia Cardinale urodziła się 15 kwietnia 1938 r. jako Claude Joséphine Rose Cardinale w Tunisie w okupowanej przez Francję Tunezji (istnieją źródła, które wskazują na inne miejsce urodzenia). Jej rodzice mieszkali przy Avenue Jules-Ferry (obecnie Avenue Habib-Bourguiba) w centrum Tunisu. Następnie przenieśli się do dzielnicy „Mała Sycylia”, położonej w portowym mieście w aglomeracji Tunisu – La Goulette (obecnie arab. ‏حلق الوادي‎ – Halk al-Wadi), zamieszkując w domu przy plaży. Ostatecznie rodzina przeprowadziła się do mieszkania znajdującego się przy rue de Marseille w Tunisie. Najstarsza z czworga rodzeństwa – siostry Blanche oraz dwóch braci Brunona i Adriena. Jej matka – Yolande Greco – przyszła na świat w Tunezji w rodzinie sycylijskich emigrantów z Trapani. Dziadkowie ze strony matki byli właścicielami niewielkiej stoczni w Trapani, później zaś osiedlili się w La Goulette (Halk al-Wadi), gdzie istniała duża społeczność włoska. Ojciec Claudii – François Cardinale – był inżynierem kolejowym (zatrudnionym w Compagnie des chemins de fer de Tunis; obecnie: Société nationale des chemins de fer tunisiens), urodzonym w Geli na Sycylii. Jej ojczystymi językami są francuski, tunezyjski arabski oraz sycylijski – język jej rodziców. Nie mówiła po włosku, dopóki nie zaczęła występować w filmach włoskich .
Cardinale uczyła się w szkole św. Józefa od Objawienia fr. Saint-Joseph-de-l’Apparition w Kartaginie, do której uczęszczała wraz ze swoją młodszą siostrą, Blanche. Następnie uczęszczała do Koledżu im. Paula Cambona (fr. Collège Paul Cambon) przy rue de Marseille w Tunisie, który ukończyła z zamiarem wykonywania zawodu nauczycielki. Gdy była nastolatką była określana jako „cicha, dziwna i dzika”. Podobnie jak inne dziewczyny z jej pokolenia była zafascynowana Brigitte Bardot, która w tamtym okresie zyskała dużą popularność dzięki roli w filmie I Bóg stworzył kobietę z 1956 roku (w reżyserii Rogera Vadima).

### Kariera

#### Lata 50. „Najpiękniejsza Włoszka w Tunezji”
Pierwszym filmem Cardinale, w którym wystąpiła (wraz z kolegami z klasy) był krótkometrażowy (18-minutowy) obraz francuskiego reżysera René Vautiera, Anneaux d’or, z powodzeniem zaprezentowany podczas 9. Międzynarodowego Festiwalu Filmowego w Berlinie, gdzie został uhonorowany Nagrodą dla najlepszego krótkometrażowego filmu młodzieżowego (niem. Jugendfilmpreis – Kurzfilm). Film sprawił, że została małą lokalną celebrytką i doprowadził do tego, że została zauważona przez Jacques’a Baratiera, który zaproponował jej niewielką rolę w Goha. Propozycję zaakceptowała niechętnie po tym, jak Baratier wyjaśnił, że chce, aby w głównej roli u boku egipskiego aktora Omara Sharifa zagrała tunezyjska aktorka, a nie Włoszka. Pojawienie się Cardinale na planie zdjęciowym było jej debiutem w pełnometrażowym filmie fabularnym. Film został zaprezentowany w konkursie na 11. Festiwalu Filmowym w Cannes. Był nominowany do Złotej Palmy i zdobył Nagrodę Jury. Po wielu latach został przypomniany – jego odrestaurowaną wersję (wzbogaconą o stereofoniczny dźwięk) wyświetlono w ramach sekcji Cannes Classics na Festiwalu Filmowym w Cannes w 2013 roku.

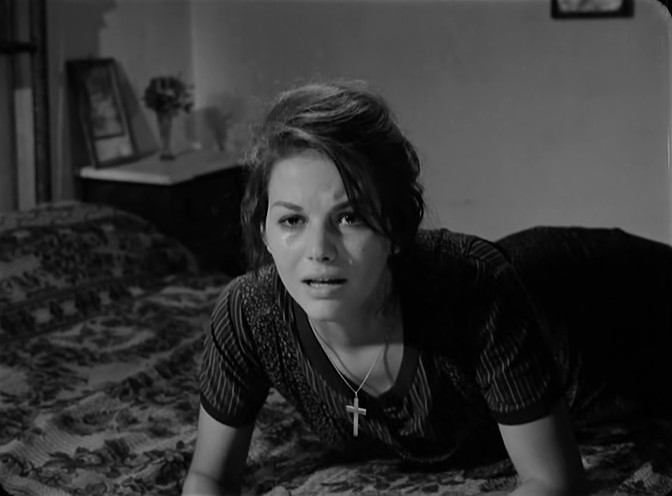
Claudia Cardinale w filmie Pietro Germiego W ślepej uliczce (1959)

Punkt zwrotny w rozwoju kariery Claudii Cardinale nastąpił w 1957 r. podczas Tygodnia Kina Włoskiego w Tunisie, kiedy wygrała konkurs na „Najpiękniejszą Włoszkę w Tunezji”. Wydarzenie odbyło się w mieście Gammarth, ok. 15 km na półoc od Tunisu. Była to niewielka impreza charytatywna zorganizowana przez konsulat włoski. Claudia towarzyszyła matce, pomagając jej sprzedać koperty, w których znajdowały się losy na loterię. Wbrew swojej woli została wepchnięta na scenę i została wybrana, pomimo że nawet nie zdążyła się przedstawić. Pierwszą nagrodą był wyjazd na Festiwal Filmowy w Wenecji, na który pojechała w towarzystwie matki, ubrana w afrykańskim stylu – w dżellabę i burnus, ale po południu na plaży miała już na sobie skąpe bikini, które w tamtym okresie było we Włoszech nowością. Zwróciła na siebie uwagę paparazzi, a kiedy wróciła do Tunisu, wielu producentów proponowało jej podpisanie kontraktu, kierując oferty za pośrednictwem ojca. Długo odmawiała. Ostatecznie zdecydowała się skorzystać z propozycji podjęcia studiów w Centro sperimentale di cinematografia w Rzymie pod kierunkiem Tiny Lattanzi. Przerwała je szybko, gdyż pomimo niezwykle fotogenicznego wyglądu miała problemy z realizowaniem zadań aktorskich, co było częściowo spowodowane trudnościami związanymi z biegłym opanowaniem języka włoskiego. Mówiła przede wszystkim po francusku, co było związane z tym, że język ten był językiem wykładowym w tunezyjskiej szkole, do której uczęszczała . Wyjechała pod koniec pierwszego semestru, postanawiając powrócić do domu. Był to okres, w którym myślała nawet o porzuceniu aktorstwa. Wkrótce jednak jej twarz znalazła się na okładce popularnego tygodnika „Epoca” – ten fakt pośrednio przywrócił jej wiarę we własne możliwości.
Po powrocie do Tunisu Cardinale odkryła niespodziewanie, że jest w ciąży. Była wówczas w związku ze starszym o około 10 lat Francuzem, który rozpoczął się, gdy miała zaledwie 17 lat i trwał około roku. Po tym jak jej chłopak dowiedział się o ciąży, namawiał ją, aby poddała się aborcji, ale zdecydowała się urodzić dziecko. Aktorka nigdy nie ujawniła, kto był ojcem jej pierwszego dziecka. Wyjawiła natomiast, że została zgwałcona. Zdarzenie miało miejsce w Tunisie – mieście, w którym się urodziła i spędziła najmłodsze lata.
Udzielając po latach wywiadu dla „Corriere della Sera” wspominała: 

„W tym czasie przeżywałam bardzo delikatny moment w moim życiu. Mężczyzna, którego nie znałam, znacznie starszy ode mnie, wepchnął mnie do samochodu i zgwałcił. To było straszne, ale najlepsze jest to, że mój cudowny Patrick narodził się z tej przemocy. W rzeczywistości, mimo że byłam w bardzo skomplikowanej sytuacji jako samotna matka, postanowiłam nie dokonywać aborcji. Kiedy ten mężczyzna dowiedział się o mojej ciąży, pojawił się, domagając się abym zdecydowała się na aborcję. Ani przez chwilę nie myślałam o pozbyciu się mojego stworzenia! Rozmawiałam o tym z moimi wspaniałymi rodzicami i moją siostrą Blanche i wszyscy zdecydowaliśmy, że moje dziecko będzie dorastać w rodzinie, jak młodszy brat.”

Po dramatycznych przejściach przyjmowała propozycje filmowe, aby być niezależną finansowo i wychowywać dziecko. „To dla niego to zrobiłam. Dla Patricka, tego dziecka, które chciałam zachować pomimo okoliczności i ogromnego skandalu, jaki mógł wtedy wywołać nieślubny poród” – wspominała po latach w wywiadzie udzielonym dziennikarzowi „Le Monde”.
Swoje problemy finansowe rozwiązała podpisując siedmioletni kontrakt na wyłączność z firmą producencką Vides, należącą do Franco Cristaldiego Cristaldi, z którym była związana od 1966 do 1975 roku, w dużej mierze zarządzał jej wczesną karierą .
Zgodnie z umową, w 1958 roku Cardinale otrzymała niewielką rolę w komedii kryminalnej Mario Monicieliego Sprawcy nieznani (wł. I soliti ignoti). Film, w którym wystąpili czołowi włoscy aktorzy – Vittorio Gassman, Totò, Marcello Mastroianni i Renato Salvatori – odniósł międzynarodowy sukces. Młodziutka aktorka wcieliła się w Carmelitę, sycylijską dziewczynę de facto uwięzioną w swoim domu przez narzucającego swoją wolę brata. „To był w pewnym sensie mój debiut filmowy. Mario był niezwykłą osobą, z rzadko spotykaną inteligencją i pamięcią. W tamtym czasie nie mogłam zrozumieć wszystkiego, co mówił, a przez te wszystkie gesty i krzyki myślałam, że cały czas się kłócą.” – wspominała po latach. Komedia odniosła ogromny sukces, czyniąc z Cardinale osobę powszechnie rozpoznawalną. Niektóre gazety już nazywały ją „la fidanzata d’Italia” (wł. włoska ślicznotka). W tym samym roku zagrała główną rolę u boku Yvonne Monlaur w romantycznej komedii Claudio Gory Trzech obcych w Rzymie (wł. Tre starniere a Roma).
„Nie chciała kina, ale ostatecznie przyjęła je jako azyl, a Włochy, których języka nie znała, były jej ucieczką. W Rzymie bierze lekcje aktorstwa dzięki stypendium, a wpływowy producent Franco Cristaldi, którego poślubi i który adoptuje jej syna, bierze ją pod swoje skrzydła i stawia na jej talent w oczekiwaniu na owocny zwrot z tej inwestycji.” – napisał po latach Olivier Horner w swojej recenzji filmu dokumentalnego Claudia Cardinale, la créature du secret, opowiadającego o życiu aktorki.
Pomimo że pracowała jeszcze w siódmym miesiącu ciąży, jej stan był utrzymywany w ścisłej tajemnicy. Dręczona myślami o samobójstwie, wpadła w depresję. Kiedy pomyślała, że nie może już dłużej ukrywać swojego stanu, poprosiła Cristaldiego o rozwiązanie umowy. Partner aktorki, zdając sobie doskonale sprawę z jej trudnego położenia, zadecydował, aby urodziła dziecko w Londynie, z dala od prasy. Poinformował przy tym, że wyjechała do Anglii, aby uczyć się angielskiego. Producent powiedział jej, aby nie ujawniała prawdy o dziecku, ponieważ byłoby to źle widziane przez opinię publiczną, co w konsekwencji położyłoby kres jej karierze. Sporządził szczegółowy kontrakt w amerykańskim stylu, obejmujący każdy najmniejszy szczegół jej życia, pozbawiając ją możliwości działania we własnym imieniu. Na podstawie zapisów umowy nie mogła na przykład ściąć włosów ani przytyć. Ponadto musiała utrzymywać w tajemnicy, że ma małego synka, którego urodziła w wieku 19 lat – miała mówić, że jest jej młodszym bratem. Cardinale wyjaśniła: „Nie byłam już panem własnego ciała ani myśli. Nawet rozmowa z przyjacielem o czymkolwiek, co może sprawić, że będę wyglądać inaczej niż mój publiczny wizerunek, była ryzykowna – w przypadku gdyby to zostało nagłośnione, byłabym w tarapatach. Wszystko było w rękach Vides”. Przez siedem lat zachowywała tajemnicę nie tylko przed opinią publiczną, ale także przed własnym synem Patrickiem, który przez pierwszych pięć lat dorastał pod opieką jej rodziców. Taka sytuacja utrzymywała się do dnia, kiedy dziennikarz Enzo Biagi odkrył prawdę. Po tym, jak Cardinale postanowiła opowiedzieć mu wszystko, opublikował jej historię w magazynach „Oggi” i „L'Europeo”. Po latach wspominała, że nienawidziła tego okresu życia – na mocy kontraktu, który podpisała z Cristaldim, była całkowicie odcięta od świata, a jej harmonogram dnia był ściśle określony.
W 1959 roku wystąpiła u boku Renato Salvatoriego w mafijnym filmie Wiatr z południa (wł. Vento del sud) oraz wcieliła się w rolę żony bezrobotnego mężczyzny, oskarżonego o napaść na kierownika firmy portowej, w koprodukcji włosko-francusko-hiszpańskiej Człowiek zza biurka (wł. Il magistrato) Luigiego Zampy. Zagrała także u boku Pietro Germiego w jego filmie kryminalnym W ślepej uliczce (wł. Un maledetto imbroglio), co było dla niej dużym wyzwaniem w zakresie opanowania sztuki aktorskiej. Jednocześnie uczyła się swobodnego występowania przed kamerą. Uważała, że był to jej pierwszy prawdziwy test w zawodzie aktorki. Następnie zagrała rolę Marii w brytyjskim filmie Ralpha Thomasa W górę i na dół (ang. Upstairs and Downstairs), w którym wystąpili Michael Craig i Anne Heywood. We wczesnych rolach była zwykle dubbingowana, ponieważ producenci uważali jej głos za zbyt ochrypły .

#### Lata 60. U szczytu sławy

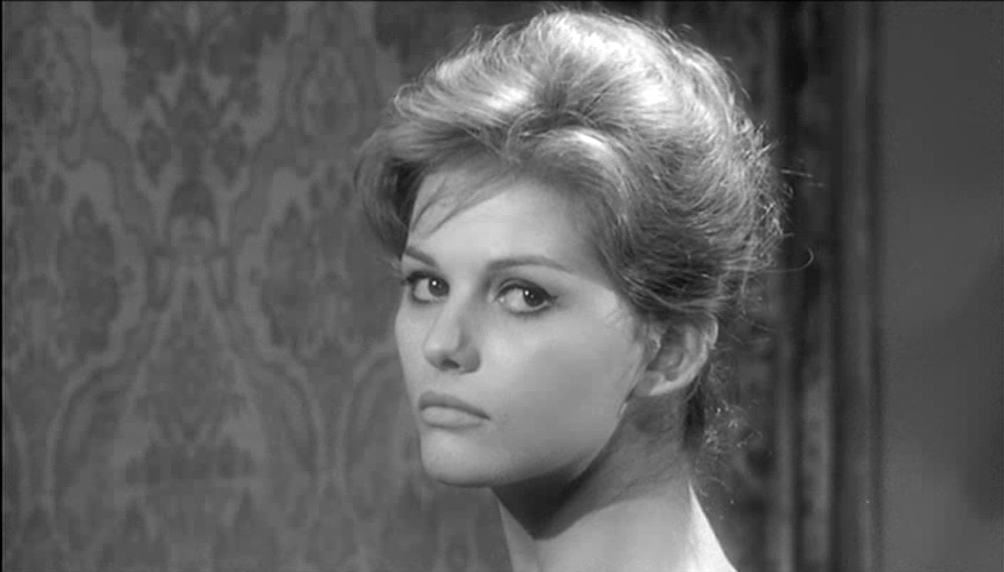
Cardinale w filmie Piękny Antonio (1960)

W 1960 roku zagrała u boku Marcello Mastroianniego w nagrodzonym Złotym Lampartem filmie Mauro Bologniniego Piękny Antonio (wł. Il bell’Antonio). Obraz ten zapoczątkował jej owocną współpracę z tym artystą. Aktorka stwierdziła, że jej filmy z Bologninim należały do najradośniejszych w jej karierze, uważając go za „wielkiego reżysera, człowieka o rzadkich umiejętnościach zawodowych, wspaniałym smaku i kulturze”. Poza tym ceniła go jako wrażliwego i oddanego przyjaciela. W filmach Bologniniego wcielała się w role manipulujących kobiet, które prowadzą mężczyzn na zatracenie. Podczas kręcenia Pięknego Antoniego zakochał się w niej jej filmowy partner, Marcello Mastroianni, ale odrzuciła jego zaloty, ponieważ nie traktowała jego miłości poważnie, uważając go za jednego z tych aktorów, którzy nie mogą oprzeć się uczuciom do partnerek z planu zdjęciowego. Mastroianni nawet po wielu latach przekonywał, że jego miłość była autentyczna. Claudia Cardinale wcieliła się następnie w rolę Pauliny Boaparte we francuskim filmie Abla Gance’a Bitwa pod Austerlitz (fr. Austerlitz), a po pojawieniu się u boku Gassmana i Salvatoriego w sequelu Sprawców nieznanych, Skoku w Mediolanie (wł. Audace colpo dei soliti ignoti), zagrała Ginettę, narzeczoną Spirosa Focása, u boku Renato Salvatoriego i Alaina Delona w cenionym przez krytyków filmie Luchina Viscontiego Rocco i jego bracia. Jednak jej główna rola w Następcach tronów (wł. I Delfini) Francesco Maselliego przyciągnęła największą uwagę w tym okresie. Włoski charakteryzator Francesco Freda, który pracował z wieloma gwiazdami kina, uważał, że film utorował jej drogę „do wielkiego sukcesu”, zauważając „słodycz jej uśmiechu”, który poruszył publiczność.

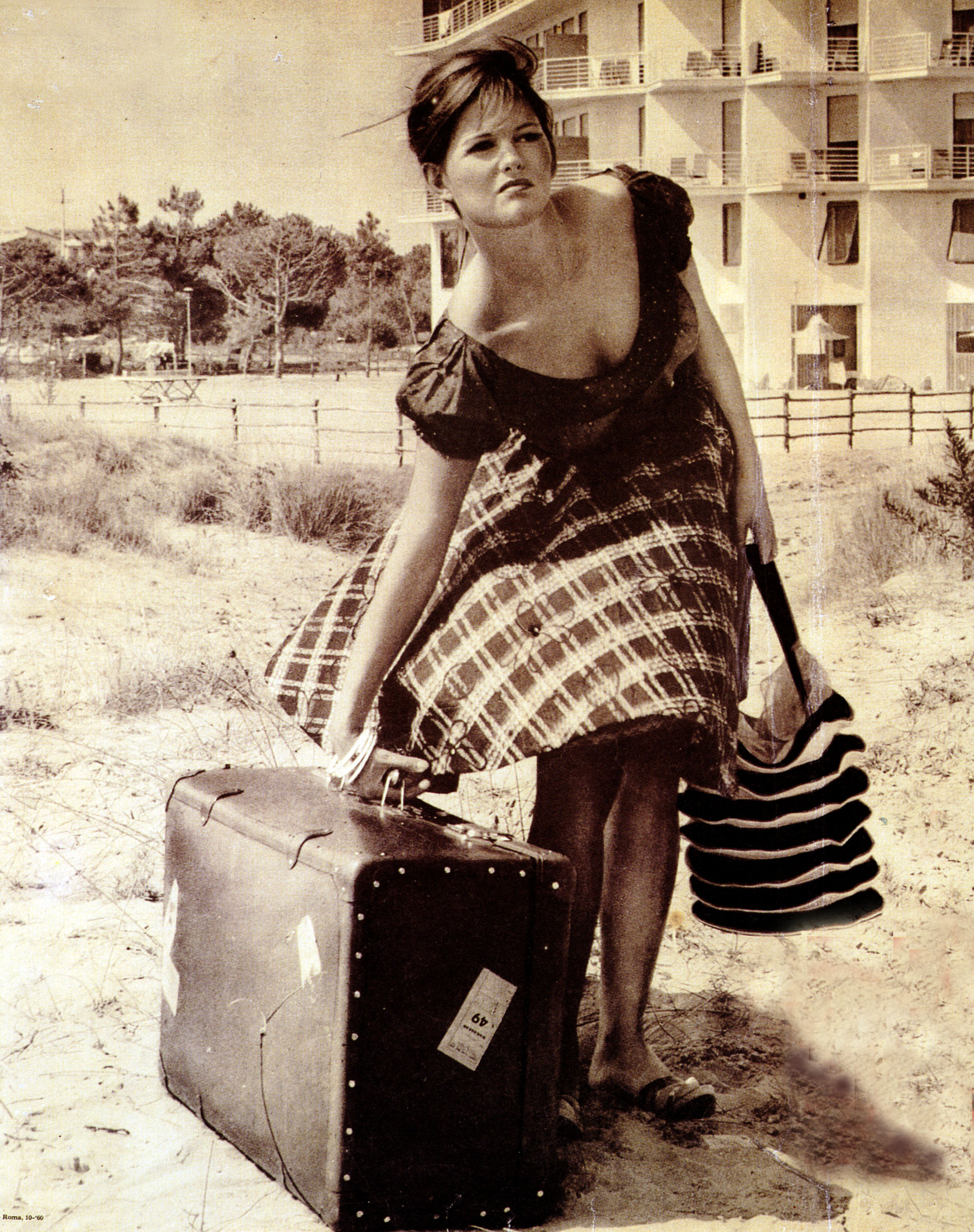
Cardinale w filmie Dziewczyna z walizką (1961)

W 1961 roku Cardinale wcieliła się w zmysłową piosenkarkę z klubu nocnego i młodą matkę w filmie Valerio Zurliniego Dziewczyna z walizką, który opowiada o miłości młodego chłopaka z dobrego domu do upadłej dziewczyny, artystki podrzędnych lokali rozrywkowych. Jak zauważył Aleksander Jackiewicz, aktorka zagrała bardzo przekonująco, przypominając „ostry rysunek realistycznych bohaterek: jest prostacka i zarazem delikatna; jest zmysłowa, ma trochę schrypnięty głos, który robi wrażenie namiętnego; potrafi być przy tym czuła jak dziecko”. W efekcie własnego doświadczenia, związanego z wczesnym macierzyństwem, Cardinale w naturalny sposób przekazała obawy nastoletniej matki, w pełni utożsamiając się z postacią Aidy. Jej zaangażowanie psychiczne było tak duże, że potrzebowała kilku miesięcy, aby przezwyciężyć swoje obawy i przygotować się do tej roli. Reżyser był bardzo blisko i wspierał ją podczas produkcji, co więcej rozwinęła się między nimi prawdziwa przyjaźń, oparta na głębokim wzajemnym zrozumieniu. Cardinale zauważyła: „Zurlini był jednym z tych, którzy naprawdę kochają kobiety: miał niemal kobiecą wrażliwość. W jednej chwili mógł mnie zrozumieć. Nauczył mnie wszystkiego, nigdy nie stawiając mi żadnych wymagań... Naprawdę bardzo mnie lubił”. Jej rola w Dziewczynie z walizką zdobyła gorące uznanie krytyków. Dennis Schwartz uznał, że była w tym okresie „najbardziej czarująca”.
Zurlini wybrał ją do tak trudnej roli wbrew radom wszystkich – nie była wówczas uważana za „prawdziwą” aktorkę, ani jedną z najbardziej uwielbianych włoskich piękności. Była natomiast samotną matką, która bardzo potrzebowała pieniędzy. Swoje problemy finansowe rozwiązała podpisując siedmioletni kontrakt na wyłączność z firmą producencką Vides, należącą do Franco Cristaldiego, który od 1966 do 1975 roku był jej mężem, jednocześnie w dużej mierze zarządzał jej wczesną karierą .
W tym samym roku (1961) aktorka wcieliła się w rolę prostytutki u boku Jean-Paula Belmondo w Synu marnotrawnym (wł. La viaccia) Bologniniego. Zarówno Dziewczyna z walizką, jak i Syn marnotrawny zostały zaprezentowane na Festiwalu Filmowym w Cannes w 1961 roku. Choć sława Cardinale nie dorównywała jeszcze popularności dwóch diw włoskiego kina, Sophii Loren i Giny Lollobrigidy, dziennikarze z kilku gazet i magazynów (m.in. z Paris Match) zaczęli uważać ją za młodą rywalkę Brigitte Bardot. W 1961 roku wystąpiła także we francuskich komediach: Lwy wychodzą na wolność (fr. Les lions sont lâchés) Henriego Verneuila oraz Auguste Pierre’a Chevaliera. W ostatnim z wymienionych filmów zagrała epizodyczną rolę.
W 1962 roku Cardinale zagrała u boku Jean-Paula Belmondo rolę Vénus w osadzonym w XVIII wieku francuskim filmie przygodowym Cartouche-zbójca (wł. Cartouche). Ta rola sprawiła, że weszła w poczet głównych gwiazd filmowych we Francji. W Samotności (wł. Senilità) Bologniniego wcieliła się w rolę młodziutkiej dziewczyny, Angioliny Zarri, która budzi zainteresowanie zbliżającego się do czterdziestki, żyjącego w świecie książek Emilio Brentaniego (w tej roli wystąpił Anthony Franciosa). Scenarzysta filmowy Jacek Klinowski opisywał ją na planie filmowym jako „porywającą i uderzająco piękną dwudziestolatkę”. W tym samym roku Cardinale udzieliła wywiadu pisarzowi Alberto Moravii, który w filmach skupił się wyłącznie na jej seksualności i obrazie ciała. Cardinale zwróciła mu uwagę: „Użyłam swojego ciała jako maski, jako wyobrażenia siebie”. Rozmowa została opublikowana w amerykańskim magazynie „Esquire” pod tytułem The Next Goddess of Love (pol. Nowa bogini miłości). Cardinale z rozbawieniem odkryła, że zainspirowała ona pisarza do opublikowania w następnym roku La dea dell’amore (pol. Bogini miłości), w której jedna z bohaterek, ze swoim pięknym wyglądem fizycznym i naturalnymi kształtami, bardzo przypominała Cardinale. Zaledwie kilka lat później zagrała podobną postać w filmie opartym na innej powieści Moravii, Czas obojetności (wł. Gli Indifferenti).

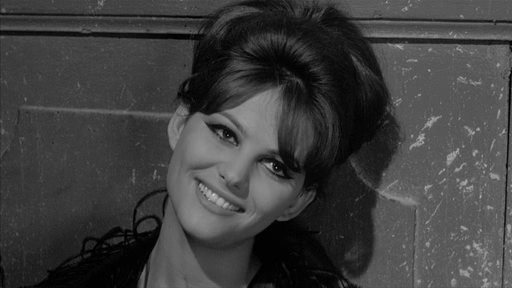
Claudia Cardinale w Osiem i pół Federico Felliniego (1963 r.)
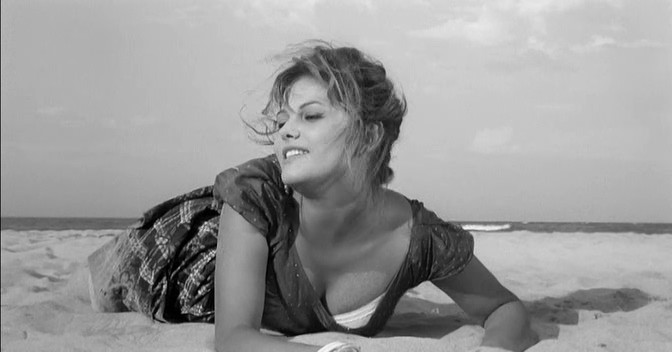
Claudia Cardinale w filmie Valerio Zurliniego Dziewczyna z walizką (1961 r.)
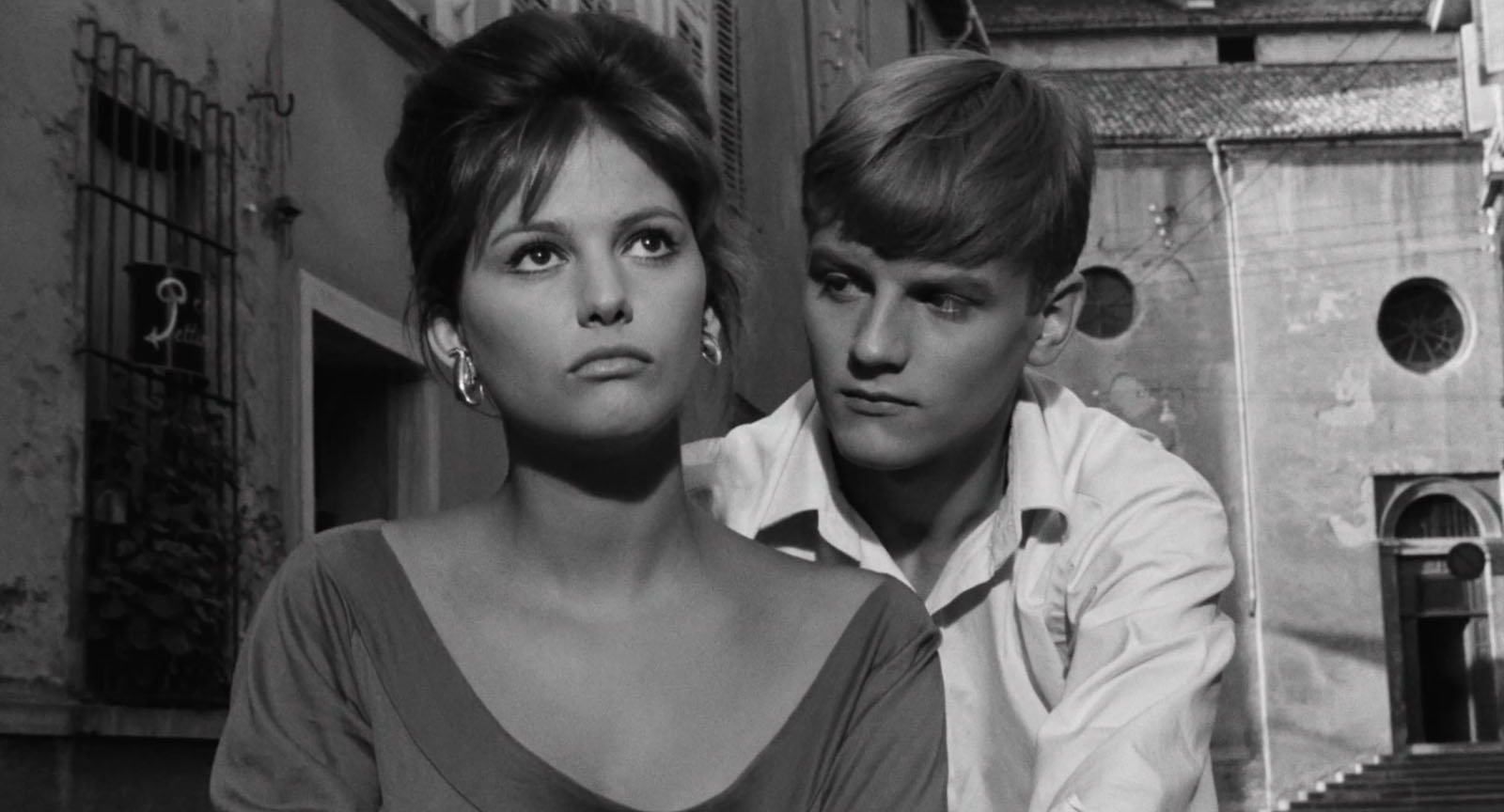
Claudia Cardinale i Jacques Perrin w filmie w filmie Valerio Zurliniego Dziewczyna z walizką (1961 r.)
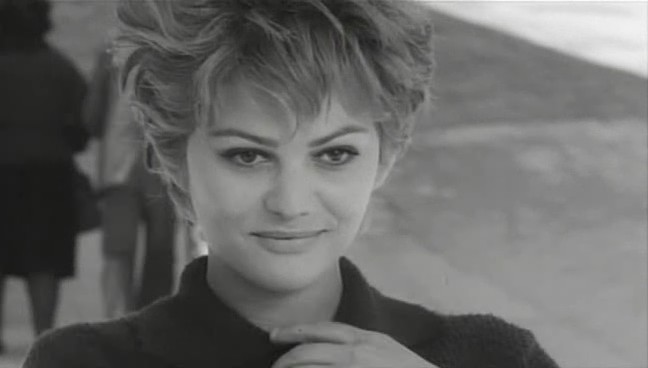
Claudia Cardinale w filmie Jego dziewczyna (wł. La ragazza di Bube) Luigiego Comenciniego (1963 r.)

15 marca 1962 roku wzięła udział w sesji fotograficznej dla magazynu Vogue. Zdjęcia wykonał Bert Stern, który kilka miesięcy później zrealizował słynną sesję zdjęciową Marilyn Monroe, fotografując ją zaledwie kilka tygodni przed śmiercią.

Najlepszym i najbardziej płodnym okresem w jej karierze był rok 1963, kiedy wystąpiła w wielu czołowych produkcjach. Zagrała u boku Burta Lancastera w Lamparcie (wł. Il gattopardo) Luchino Viscontiego, wcielając się w wiejską dziewczynę, która poślubiła postępowego młodego arystokratę (Alain Delon). Zagrała również aktorkę filmową obsadzoną przez reżysera Guida Anselmiego (w postać tę wcielił się Marcello Mastroianni) w Osiem i pół Federico Felliniego. Oba filmy zyskały duże uznanie i są często określane przez krytyków i badaczy jako jedne z najlepszych w historii kina.

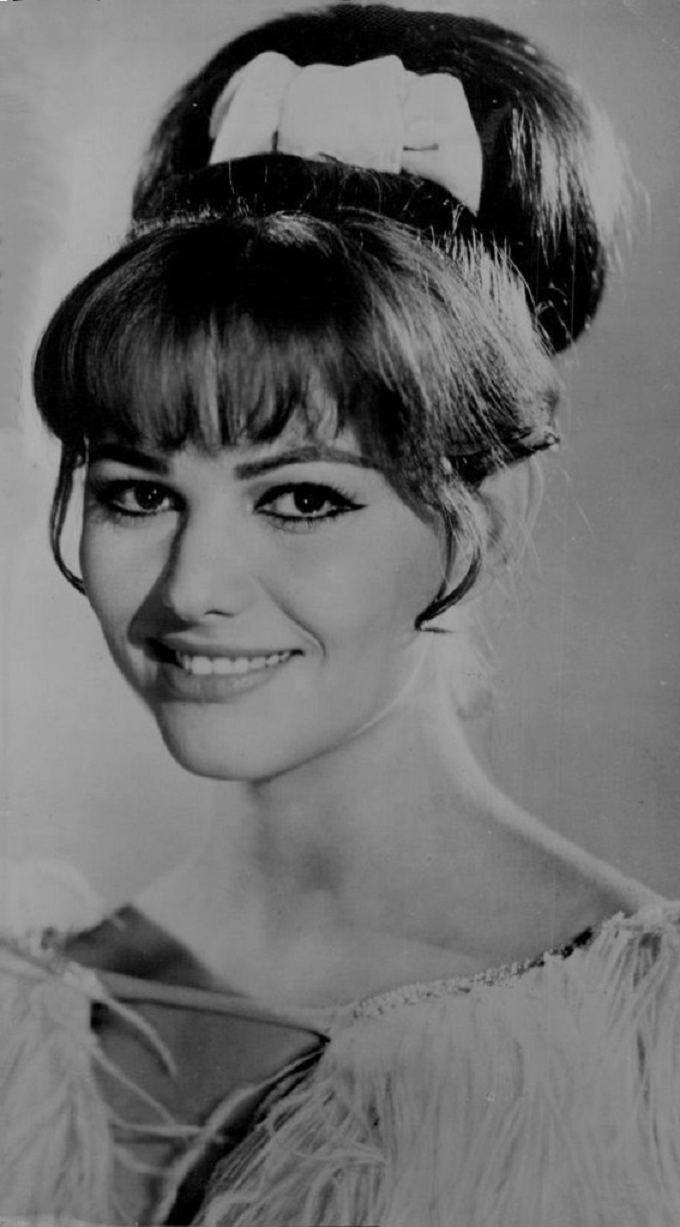
Studyjna fotografia portretowa Claudii Cardinale (1964)

 Cardinale brała udział w obu filmach dokładnie w tym samym okresie, często przechodząc od jednego do drugiego i doświadczając ściśle planowego podejścia Viscontiego, które silnie kontrastowało ze znacznie bardziej zrelaksowanym stylem Felliniego i jego niemal całkowitym poleganiu na improwizacji. Cardinale pamiętała, że plan filmowy Viscontiego miał niemal religijną atmosferę, wszystko skupiało się na kręconych zdjęciach, było odległe od świata zewnętrznego. Visconti potrzebował ciszy, podczas gdy Fellini wolał hałas i zamieszanie.
Akcja filmu Lampart, w którym Cardinale wcieliła się w postać sycylijskiej szlachcianki Angeliki Sedary, toczy się w latach 60. XIX wieku. Obraz opowiada o zanikającym arystokratycznym stylu życia. Aktorka na planie robiła wielkie wrażenie swoją urodą i wdziękiem. Jak zauważył Aleksander Jackiewicz, nigdy jeszcze nie była tak piękna. Uroku dodawały jej zwiewne, obszerne suknie krynolinowe oraz błyszczące klejnoty upięte we włosach. Do tych niezwykle bogatych kreacji po latach wielokrotnie odwoływali się Domenico Dolce i Stefano Gabbana, założyciele domu mody Dolce & Gabbana Film kończy się sekwencją balową trwającą 45 minut. Krytyk filmowy Derek Malcolm zauważył, że trudno porównać scenografię wykorzystaną w filmie do jakiejkolwiek innej. Imponująca liczba postaci pojawiła się w najlepszych strojach – kobiety w sukniach wieczorowych, mężczyźni – w białych krawatach. Cardinale jest w filmie jedyną kobietą stosującą makijaż, co odróżnia ją od innych dam. Krytycy wskazują, że postać Angeliki, w którą się wcieliła aktorka, symbolizuje kształtowanie się nowej Italii, co można zaobserwować także podczas sceny balowej w sposobie, w jaki jej biała suknia wyróżnia się na tle sali pełnej kobiet w równie imponujących kreacjach. Carson Poplin zauważa, że „umieszczając Angelikę w bieli i pozwalając jej być stosunkowo pozbawioną ozdób, jeśli chodzi o akcesoria, symbolizuje ona zarówno zbliżające się małżeństwo, jak i nowy początek dla Włoch”.
Bohaterem Osiem i pół jest Guido Anselmi (Marcello Mastroianni), reżyser filmowy przeżywający okres niemocy twórczej, zwątpień i frustracji. Przebywa na leczeniu w sanatorium, a jednocześnie uczestniczy w przygotowaniach do realizacji nowego filmu. Pragnąć uciec od rzeczywistości oraz trapiących go lęków, artysta zagłębia się w świat wspomnień i imaginacji. Claudia Cardinale zagrała muzę reżysera, będącą wyobrażeniem jego ideału. „I od czasu do czasu Guido wyobraża sobie swoją idealną kobietę, którą ucieleśnia Claudia Cardinale: chłodna, pocieszająca, piękna, pogodna, bezkrytyczna, ze wszystkimi odpowiedziami i bez pytań. Ta wizja, kiedy się pojawia, okazuje się rozczarowaniem (jest tak beznadziejna, jak wszyscy inni aktorzy), ale w swoim umyśle przekształca ją w Muzę i próbuje znaleźć pocieszenie w jej wyimaginowanym wsparciu” – napisał w swojej recenzji 8½ Roger Ebert.

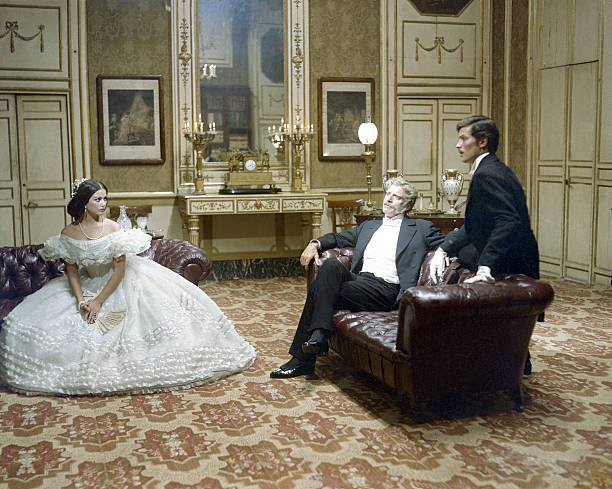
Claudia Cardinale, Burt Lancaster i Alain Delon w filmie Lampart Luchino Viscontiego (1963)

Po przyjeździe do Włoch Claudia Cardinale zdecydowanie lepiej posługiwała się językiem francuskim aniżeli włoskim. Wynikało to z tego, że urodziła się i dzieciństwo spędziła w Tunezji, która stanowiła w tym czasie (do 1956 roku) francuski protektorat Współpraca z Federico Fellinim była dla aktorki przełomowa. Do tej pory we włoskich filmach, w których występowała, nie używano jej oryginalnego głosu, ponieważ uznano go za zbyt ochrypły, jak również zwracano uwagę na jej wyraźny, francuski akcent, który sprawiał, że jej język oceniano za niewystarczająco włoski. Dopiero w Osiem i pół pozwolono jej używać własnego głosu. Cardinale wyjaśniła: „Kiedy przyjechałam na mój pierwszy film, nie mogłam powiedzieć ani słowa. Myślałam, że jestem na Księżycu. Nie mogłam zrozumieć, o czym mówią i mówiłam po francusku; w rzeczywistości byłam dubbingowana a Federico Fellini był pierwszym, który użył mojego głosu. Myślę, że miałam bardzo dziwny głos”. Po latach aktorka wspominała, że mimo usilnych starań, nawet w tym najsłynniejszym filmie Felliniego da się wyczuć jej francuski akcent. Jej głos brzmiał co prawda obco dla części widzów, ale według samego reżysera był niezwykle kobiecy. Z czasem został uznany za bardzo uwodzicielski.
Dzięki wcieleniu się w postać Angeliki w Lamparcie i krótkiemu pojawieniu się w Osiem i pół, gdzie zagrała „idealną kobietę”, Cardinale osiągnęła status gwiazdy najwyższego formatu.
W tym samym roku (1963) Cardinale zagrała rolę Mary w filmie Jego dziewczyna (wł. La ragazza di Bube), w którym użyła również własnego głosu. Za tę rolę w 1965 roku otrzymała nagrodę Nastro d’argento w kategorii „Najlepsza aktorka pierwszoplanowa”. W 1963 roku wystąpiła też w swoim pierwszym amerykańskim filmie (choć został wyprodukowany we Włoszech) – zagrała księżniczkę Dalę, zamożną arystokratkę, która jest miłością sir Charlesa Lyttona (w tej roli wystąpił David Niven). Zdjęcia do filmu kręcono w Cortinie d’Ampezzo, Rocca di Papa pod Rzymem, w Paryżu i Los Angeles. Głos Cardinale został zdubbingowany przez kanadyjską piosenkarkę Gale Garnett, której nazwisko nie znalazło się napisach końcowych. Niven zachwycał się współpracą z aktorką, mówiąc do niej: „Po spaghetti jesteś dającym największe szczęście wynalazkiem Włoch”.
W 1964 roku Cardinale zagrała u boku Roda Steigera i Shelley Winters we włoskim filmie Czas obojętności (wł. Gli Indifferenti) Francesco Maselliego. Następnie spędziła trzy lata w Stanach Zjednoczonych, gdzie wystąpiła w kilku hollywoodzkich filmach. Opowiedziała o tym, jak skorzystała z propozycji, wyjaśniając, że była to inicjatywa Amerykanów, którzy w tym czasie proponowali role filmowe wszystkim odnoszącym sukcesy europejskim aktorkom, mając nadzieję na stworzenie swoistego monopolu. Dla wielu było to niekorzystne doświadczenie, ale ona nie była stratna: „Zadbałam o własne interesy, kategorycznie odmawiając podpisania umowy na wyłączność z Universal Studios. Podpisywałam jedynie kontrakty na pojedyncze filmy. Ostatecznie wszystko dobrze dla mnie się ułożyło”.
W 1964 roku znalazła się w obsadzie hollywoodzkiego filmu Henry’ego Hathawaya Świat cyrku, gdzie wystąpiła u boku Johna Wayne’a i Rity Hayworth. Wcieliła się w postać Toni Alfredo – córki Lili Alfredo (tę rolę zagrała Rita Hayworth), która występuje z nią w duecie w cyrku. Pod koniec dekady wróciła do kręcenia filmów przede wszystkim we Włoszech, akceptując cięcia płac i nie zważając na możliwości zrobienia wielkiej kariery w Hollywood. Po latach powiedziała: „Nie podoba mi się system z gwiazdami. Jestem normalną osobą. Lubię mieszkać w Europie. Mam na myśli, że wiele, wiele razy jeździłam do Hollywood, ale nie chciałam tam podpisać kontraktu”. Scenarzysta filmowy David Simpson zauważył, że w rezultacie „Cardinale nigdy nie osiągnęła takiego samego poziomu sławy jak Sophia Loren i Gina Lollobrigida”, chociaż występowała w większej liczbie dobrych filmów.

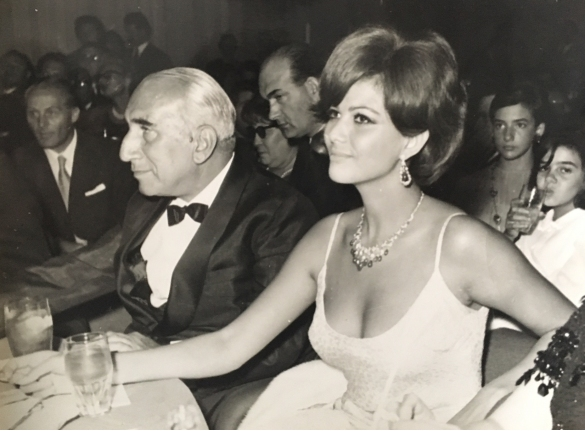
Claudia Cardinale jako matka chrzestna 26. edycji konkursu Miss Włoch (1965)

W 1964 roku zagrała także główną rolę w filmie Wspaniały rogacz (wł. Il magnifico cornuto), opartym na belgijskiej sztuce Fernanda Crommelyncka pod tym samym tytułem (fr. Le Cocu magnifique). Była wtedy u szczytu swojej zmysłowości, ale po czasie film przyniósł jej tylko nieprzyjemne wspomnienia, ponieważ doświadczyła niewielkiej empatii ze strony reżysera Antonia Pietrangelego, podczas gdy aktor Ugo Tognazzi próbował ją uwieść. Rok później Cardinale wystąpiła w filmie Błędne gwiazdy Wielkiej Niedźwiedzicy w reżyserii Lucchino Viscontiego (wł. Vaghe stelle dell’Orsa). Wcieliła się w postać Sandry Dawdson – kobiety ocalałej z Holokaustu, której ojciec zginął w obozie koncentracyjnym. Na tym tle w filmie rysowały się jej skomplikowane relacje uczuciowe.
Następnie, w tym samym roku, zagrała u boku Rocka Hudsona w Blindfold – produkcji wytwórni Universal Pictures, ostatnim filmie wyreżyserowanym przez Philipa Dunne’a. Zdjęcia rozpoczęły się 22 lutego 1965 roku w Ocala na Florydzie. Dublerką Claudii Cardinale była Diane Bond. Cardinale zaprzyjaźniła się na planie filmowym z Hudsonem, który okazał się wobec niej bardzo opiekuńczy, będąc świadomym, że aktorka odczuwa pewien dyskomfort grając poza granicami Włoch. Podczas pobytu w Hollywood aktorka zaprzyjaźniła się również z Barbrą Streisand, Elliottem Gouldem i Steve’em McQueenem, ale mimo wszystko nigdy nie udało jej się tam poczuć jak u siebie.
W 1966 roku Cardinale była określana mianem najpopularniejszej gwiazdy filmowej we Włoszech; cieszyła się wówczas nawet większą popularnością niż Marcello Mastroianni i Sophia Loren. Amerykański magazyn „Life” stwierdził, że „urok osobisty Cardinale jest mieszanką solidnej prostoty i promiennej zmysłowości. To porusza mężczyzn na całym świecie, aby wyobrażali sobie ją zarówno jako ekscytującą kochankę, jak i żonę”. Jednak po sukcesie, który odniosła w Hollywood, aktorka zaczęła wyrażać obawy, jeśli chodzi o kierunek rozwoju jej kariery. W wywiadzie dla magazynu „Life”, który udzieliła w lipcu 1966 roku wyznała, że obawia się być przesadnie wytworną i eksploatowaną, jak Sophia Loren i chociaż miała kilka kolejnych amerykańskich filmów w kolejce, stwierdziła: „Jeśli muszę zrezygnować z pieniędzy, rezygnuję. Nie chcę popadać w banał”.

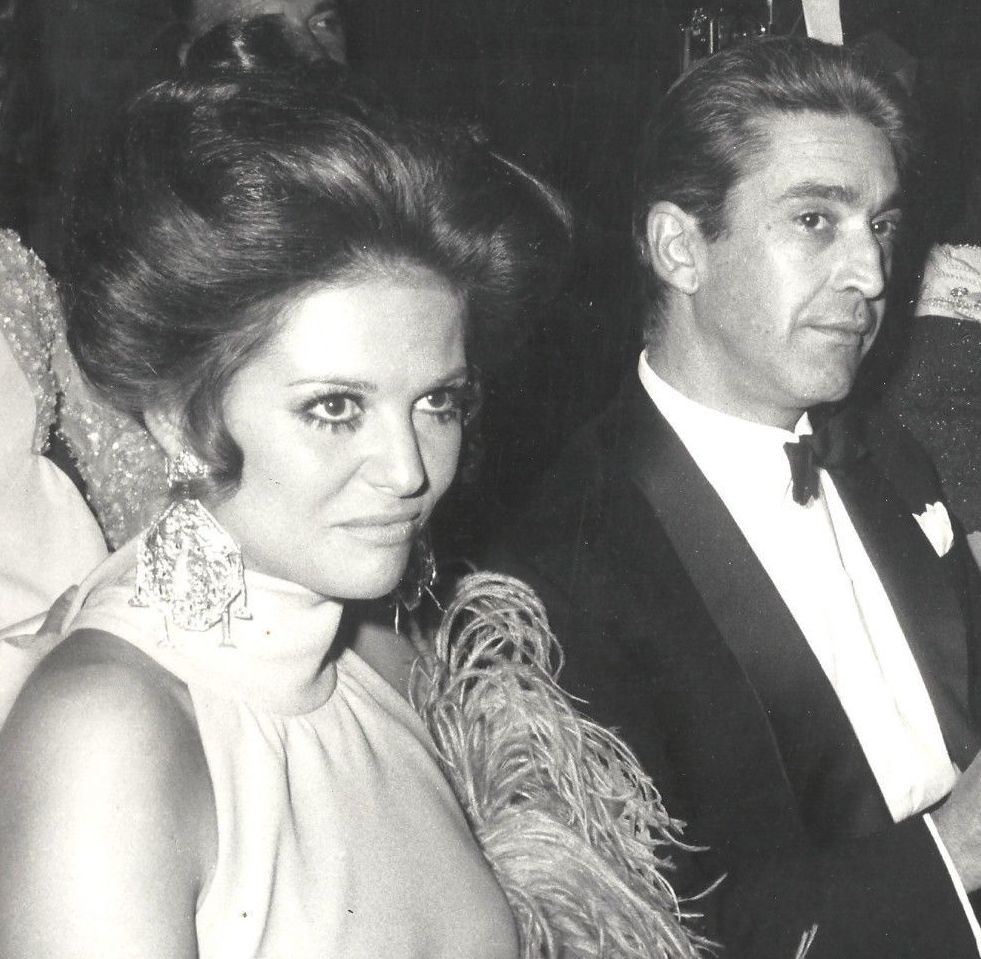
Claudia Cardinale z partnerem, producentem i reżyserem Franco Cristaldim (1965)

W 1966 roku fotografia Cardinale znalazła się na okładce albumu Boba Dylana Blonde on Blonde (1966), ale została użyta bez zgody Cardinale i usunięta z uwagi na późniejsze naciski w tym przedmiocie. W tym samym roku zagrała w filmie wojennym Wojna w Algierze (ang. Lost Command) Marka Robsona (Columbia Pictures), gdzie wystąpiła u boku Anthony’ego Quinna, Alaina Delona i George’a Segala. Quinn wyraził swoją miłość do pracy z Cardinale, stwierdzając, że chociaż uwielbia zarówno Cardinale, jak i Loren: „łatwiej utożsamiam się z Claudią. Sophia stwarza wrażenie czegoś większego niż życie, czegoś nieosiągalnego. Ale Claudia – choć nie jest łatwa, to wciąż jest w zasięgu ręki”. Zagrała także meksykańską markizę w westernie Zawodowcy (ang. The Professionals), ponownie tworząc ekranowy duet z Burtem Lancasterem – obraz ten uznała później za swój najlepszy amerykański film. Wiąże się z nim historia, którą wspominała po latach. Reżyser Richard Brooks pragnął zobaczyć ją topless w scenie, w której Burt Lancaster zdzierał jej koszulę. Zakładał, że w końcu ulegnie i zgodzi się na odrobinę nagości. Aktorka, która nie chciała się rozbierać przed kamerą, postawiła na swoim, udając się do projektanta kostiumów Marleny Dietrich z prośbą o zaprojektowanie dla niej specjalnego gorsetu, który ukryłby jej nagość. Ostatecznie scena wyszła bardzo dobrze.
Następnie zagrała w Róży dla każdego (wł. Una rosa per tutti) oraz w seks farsie Nie daj się usidlić (ang. Don’t Make Wawes) Alexandra Mackendricka – wystąpiła u boku Tonego Curtisa. Chociaż drugi z wymienionych filmów miał kilka zabawnych momentów, krytycy generalnie nie pozostawili na nim suchej nitki, podkreślając brak chemii na ekranie pomiędzy odtwórcami głównych ról – Cardinale a Curtisem. Zdarzały się jednak odmienne opinie. Przykładowo Leonard Maltin określił film jako „klejnot”.
Na początku 1967 roku Franco Cristaldi dołączył do niej w Stanach Zjednoczonych. Kiedy przebywali w Atlancie, zaskoczył ją, zabierając na ceremonię ślubną, którą zorganizował bez jej wiedzy. Wzięła w niej udział, ale martwiła się utratą praw do opieki nad dzieckiem – Patrickiem. Zdała sobie również sprawę, że w coraz większym stopniu nie jest w stanie podejmować decyzji dotyczących własnego życia. Małżeństwo nigdy nie zostało oficjalnie prawnie potwierdzone we Włoszech.
W 1968 roku Cardinale wystąpiła u boku Franca Nero w Dniu puszczyka (wł. Il giorno della civetta). Ta rola została uhonorowana nagrodą Davida di Donatello w kategorii „Najlepsza aktorka pierwszoplanowa”. Ponownie spotkała się na planie z Rockiem Hudsonem, z którym wystąpiła we włoskiej komedii kryminalnej Ukradnij następnemu (wł. Ruba al prossima tuo) w reżyserii Francesco Maselliego. W tym samym roku wystąpiła także u boku Roda Taylora w Piekle z bohaterami (ang. The Hell with Heroes della civetta) oraz zagrała jedną ze swoich najbardziej znanych ról, wcielając się w postać byłej prostytutki Jill McBain w epickim westernie Sergia Leonego Pewnego razu na Dzikim Zachodzie (ang. C’era una volta il West). Jej rola była tak wielka i przejmująca, że biograf Leone, Robert C. Cumbow, opisał ją jako „trwale wyrytą w historii kina” i zauważył, jak idealnie do niej pasowała: „Jej wygląd bogini seksu łączy się z jej bardziej mistycznymi skojarzeniami ikonograficznymi, aby ułatwić metamorfozę Jill od kobiety lekkich obyczajów do budowniczej miasta, od nierządnicy do matki ziemi, od grzesznicy do symbolu Ameryki – apoteozy nierządnicy o złotym sercu”. Film odniósł wielki sukces kasowy w wielu państwach. Przykładowo ponad pół wieku po premierze, w lutym 2022 roku, znajdował się na 6. miejscu pod względem liczby widzów w Niemczech.
W 1969 roku Cardinale zagrała u boku Nino Manfrediego w filmie Roku pańskiego (wł. Nell’anno del Signore) Luigiego Magniego, opartym na prawdziwej historii egzekucji dwóch karbonariuszy w papieskim Rzymie. Następnie wcieliła się w rolę telefonistki w Szalonych dniach (wł. Certo certissimo... anzi probabile) Marcello Fondaty oraz pielęgniarki w Czerwonym namiocie (ros. Красная палатка) Michaiła Kałatozowa. W tym ostatnim filmie, opartym na historii akcji ratunkowej zorganizowanej celem uratowania Umberto Nobilego i jego towarzyszy ocalałych z katastrofy sterowca Italia, wystąpiła u boku Seana Connery’ego i Petera Fincha.

#### Lata 70. „Najlepsza włoska aktorka” (po raz drugi)
W 1970 roku Cardinale zagrała u boku Petera McEnery’ego i Eli Wallacha w komedii Jerzego Skolimowskiego Przygody Gerarda (ang. The Adventures of Gerard), opartej na Wyczynach brygadiera Gerarda – bohatera, którego kilkadziesiąt lat wcześniej powołał do życia Arthur Conan Doyle. W 1971 roku stworzyła duet z Brigitte Bardot we francuskim westernie komediowym Królowe Dzikiego Zachodu (fr. Les pétroleuses) oraz wcieliła się w rolę prostytutki w komedii Luigiego Zampy Włoch szuka żony (wł. Bello, onesto, emigrato Australia sposerebbe compaesana illibata). Jej partnerem na planie był Alberto Sordi. Film, do którego zdjęcia kręcono w lutym i marcu 1971 roku w Andaluzji, przyniósł Cardinale w następnym roku nagrodę Davida di Donatello w kategorii „Najlepsza aktorka pierwszoplanowa”. W 1972 roku Cardinale wystąpiła w filmie Audiencja (wł. L’udienza) Marco Ferreriego, który był pokazywany na 22. Międzynarodowym Festiwalu Filmowym w Berlinie. Wystąpiła także w La Scoumoune u boku Jeana-Paula Belmondo i Michela Constantia. W 1973 roku wcieliła się w rolę rosyjskiej arystokratki występując u boku Olivera Reeda w Dniu furii – filmie opartym na powieści Wadim Michaiła Lermontowa, rozgrywającym się w przedrewolucyjnej Rosji.

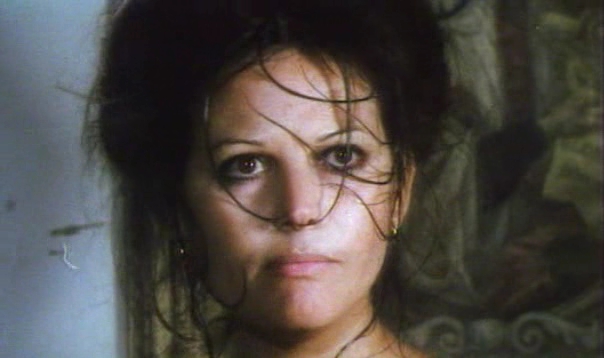
Claudia Cardinale w filmie Kamoryści Pasquale’a Squitieriego (1965)

W następnym roku Cardinale wystąpiła u boku Franca Nero w filmie Kamoryści (fr. I guappi) Pasquale’a Squitieriego, dramacie historycznym z elementami „poliziotteschi” i „noir” . Udział w zdjęciach do tego obrazu był dla aktorki przełomowy, gdyż poznała tam swojego przyszłego partnera życiowego. Reżyser Pasquale Squitieri i Claudia Cardinale spotkali się po raz pierwszy na planie i wkrótce zostali parą. Ich namiętny związek trwał do 1999 roku. Mimo iż mieli wspólną córkę Claudine, nigdy nie zawarli małżeństwa. W 1975 roku Claudia rzuciła dla Pasquale’a męża, Franca Cristaldiego.
W 1975 r. aktorka zagrała córkę emigranta politycznego – w rolę jej ojca w filmie Maura Bolognini Libera – moja miłość (wł. Libera, amore mio!) wcielił się Adolfo Cieli, który zagrał bohatera, który jest „coraz bardziej rozdrażniony faszystowskim rządem Włoch i czyni wobec niego wiele śmiałych i bardzo osobistych gestów”. Jeszcze w tym samym roku wystąpiła w komediach Igraszki o północy (wł. A mezzanotte va la ronda del piacere; na planie partnerował jej Vittorio Gassman) i Tu zaczyna się przygoda (wł. Qui comincia l’avventura). W drugim z wymienionych filmów wystąpiła w duecie z inną gwiazdą ówczesnego kina, Moniką Vitti, której biograf zauważył, że obie aktorki wyraźnie wyróżniały się na tle obsady składającej się głównie z mężczyzn.
W 1976 r. Cardinale wystąpiła w komedii Il comune senso del pudore, wyreżyserowanej i napisanej przez Alberto Sordiego, który również zagrał główną rolę. W następnym roku wcieliła się w biblijną rolę grając cudzołożnicę w miniserialu Jezus z Nazaretu, w którym wzięli udział Robert Powell (wcielił się w postać Jezusa), Anne Bancroft (zagrała Marię Magdalenę) i Ernest Borgnine (wcielił się w postać Korneliusza, setnika rzymskiego. Rok później Cardinale wystąpiła w wyreżyserowanym przez swojego życiowego partnera filmie Żelazny prefekt (wł. Il prefetto di ferro), który opowiada historię Cesarego Moriego (w tej roli wystąpił Giuliano Gemma), włoskiego prefekta, który przed i w okresie faszystowskim był znany jako „żelazny prefekt”. W 1978 roku film został uhonorowany nagrodą Davida di Donatello (dla najlepszego filmu) – „podzielił” wówczas statuetkę z filmem W imieniu narodu włoskiego (wł. In nome del papa re). W 1977 roku Cardinale pojawiła się na planie zdjęciowym włoskiego thrillera politycznego Damiano Damianiego Do widzenia i amen (wł. Goodbye e amen), który miał premierę 8 lutego 1978 roku. Wkrótce ponownie wystąpiła u boku Gemmy w filmie gangsterskim jej partnera, Corleone (1978), którego akcja toczy się na Sycylii w latach 50. Po roli żony inżyniera mającej romans z kochankiem w innym filmie Squitieriego, Rewolwer (wł. L’arma), Cardinale wcieliła się w Eleanę, grecką „pełną wigoru burdel mamę” i dziewczynę Tellyego Savalasa w filmie wojennym George’a P. Cosmatosa, Ucieczka na Atenę (1979) . Obraz, którego zdjęcia były kręcone na Rodos, został źle przyjęty; ma bardzo niską ocenę (33%) w serwisie Rotten Tomatoes (stan: 20 lutego 2022 r.).

#### Lata 80. Na planieFitzcarraldo,SkóryiClaretty
Po roli w Si salvi chi vuole (1980) i mniejszej roli w Salamandrze Petera Zinnera u boku Franco Nero, Anthony’ego Quinna i Christophera Lee, Cardinale zagrała ukochaną Marcello Mastroianniego w filmie wojennym Liliany Cavani Skóra (wł. La pelle), który ponownie połączył ją na planie z Burtem Lancasterem. W 1982 roku Claudia Cardinale za tę rolę została uhonorowana nagrodą Nastro d’argento w kategorii „Najlepsza aktorka drugoplanowa”. Ponadto film został zakwalifikowany do konkursu na Festiwalu Filmowym w Cannes w 1981 roku (Złotą Palmą został uhonorowany wówczas Człowiek z żelaza Andrzeja Wajdy). W 1982 roku Cardinale pojawiła się w Fitzcarraldo Wernera Herzoga, wcielając się w rolę Molly – odnoszącej sukcesy właścicielki domu publicznego, która finansuje swojemu tytułowemu kochankowi – przedsiębiorcy eksplorującemu nowe tereny w Ameryce Południowej (w tej roli Klaus Kinski) – zakup starego parowca. Film, inspirowany prawdziwą historią peruwiańskiego barona kauczukowego Carlosa Fermína Fitzcarralda, był kręcony w Brazylii i Peru. Obraz spotkał się z uznaniem krytyków. Vincent Canby z The New York Times nazwał go „dobrym, ekscentrycznym, fascynującym filmem” i „oszałamiającym widowiskiem”, porównując dynamikę między Kinskim i Cardinale do tej, która istniała pomiędzy Katharine Hepburn i Humphreyem Bogartem w filmie Johna Hustona Afrykańska królowa. Zwrócił uwagę, że chociaż czas, w którym Cardinale pojawiała się ekranie w filmie nie był niestety duży, to nadała mu humorystyczny wydźwięk; pochwalił sposób, w jaki udało jej się zmienić Kinskiego – znanego ze swojego zmiennego temperamentu i portretów megalomanów i przestępców – w jego „prawdziwie czarującą obecność na ekranie”, dodając nowy wymiar w jego karierze aktorskiej. Następnie, jeszcze w tym samym roku, Cardinale zagrała u boku Pierre’a Mondy’ego we francusko-włoskiej seks farsie Prezent (fr. Le Cadeau), wcielając się w rolę Antonelli – żony francuskiego bankiera Grégoire’a Dufoura, któremu koledzy z pracy wręczają wyjątkowy prezent pożegnalny, zapewniając mu towarzystwo atrakcyjnej prostytutki Barbary (Clio Goldsmith), która towarzyszy mu w podróży do Włoch. Biografowie aktorki, Enrico Lancia i Fabio Minelli, zwrócili uwagę, że Cardinale zagrała swoją rolę w tym filmie z „dojrzałym wdziękiem i wyrazistością”.

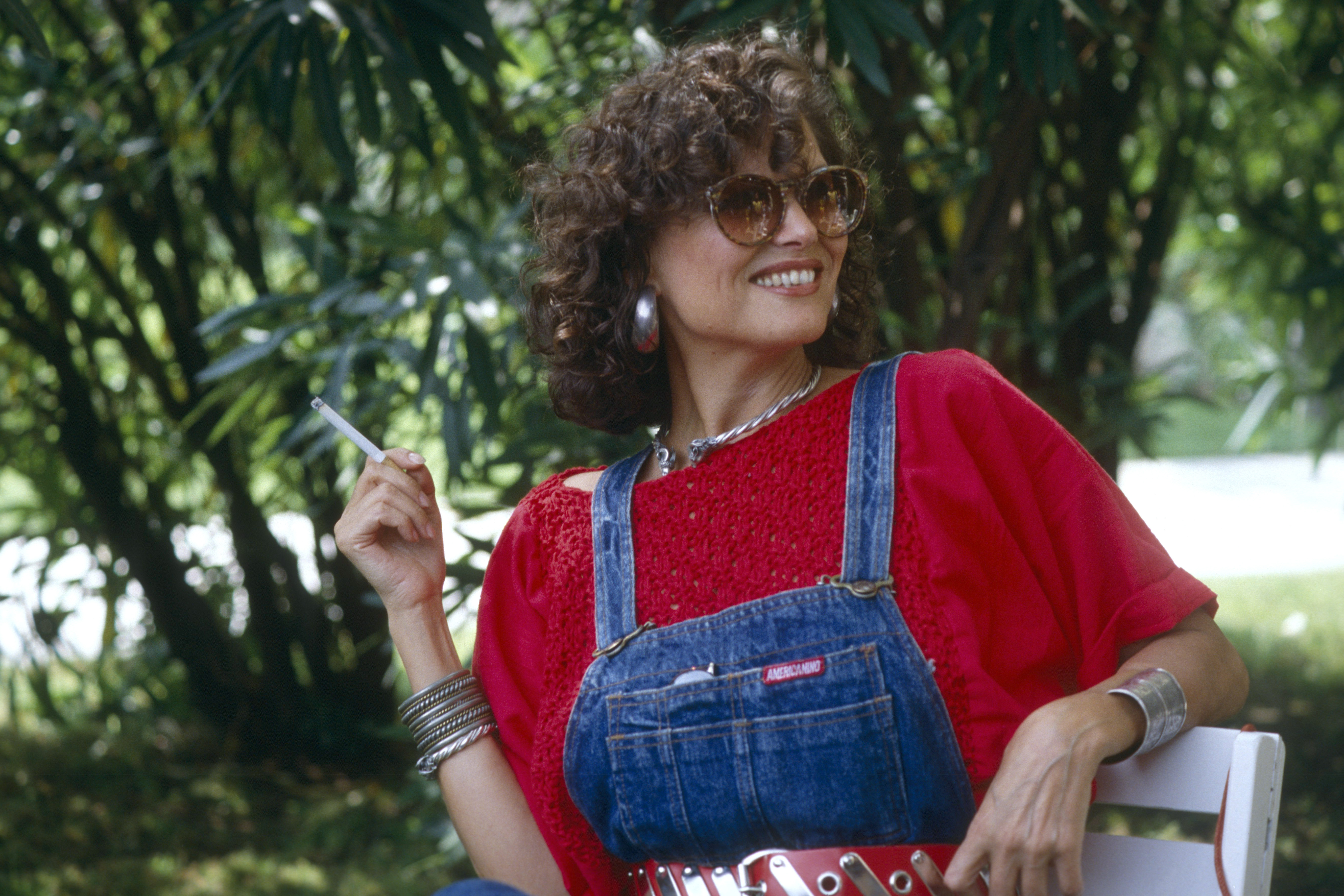
Claudia Cardinale na Lido w Wenecji, wrzesień 1984

W 1983 roku Cardinale zagrała w miniserialu Warisa Husseina Księżniczka Daisy oraz wystąpiła u boku Lino Ventury i Bernarda Giraudeau we francusko-kanadyjskim filmie Le Ruffian (reż. José Giovanni), do którego muzykę napisał Ennio Morricone. W 1984 roku zagrała ukochaną Marcello Mastroianniego w filmie Marco Bellocchio Henryk IV, opartym na sztuce Luigiego Pirandello o tym samym tytule. Obraz brał udział w Międzynarodowym Festiwalu Filmowym w Cannes w 1984 roku. Film Claretta (1984) w reżyserii Squitieriego, z udziałem Cardinale i Gemmy, został zgłoszony do konkursu na 41. Międzynarodowym Festiwalu Filmowym w Wenecji (wrzesień 1984). Jury dostrzegło rolę Cardinale, która otrzymała Nagrodą Pasinettiego (wł. Premio Pasinetti) dla najlepszej aktorki W następnym roku Cardinale (jako Claretta Petacci) została zauważona przez jury przyznające włoskie nagrody filmowe i w Amfiteatrze w Taorminie po raz drugi w historii (wcześniej tę nagrodę otrzymała w 1965 roku) została uhonorowana statuetką Nastro d’argento w kategorii „Najlepsza aktorka pierwszoplanowa”. Jeszcze w tym samym roku (1985.) Cardinale zagrała u boku Bena Gazzary i Liny Sastri w La donna delle meraviglie Alberto Bavilacquy. Film ten został zakwalifikowany do konkursu na Międzynarodowym Festiwalu Filmowym w Wenecji w 1985 roku.
W 1986 roku Cardinale była zaangażowana w realizację dwóch filmów dla telewizji. W Historii (wł. La Storia) Luigiego Comenciniego (na podstawie powieści Elsy Morante pod tym samym tytułem) wcieliła się w rolę wdowy wychowującej syna podczas II wojny światowej. W miniserialu Naso di Cane Enrico Lancia i Roberto Poppi chwalili ją za „lekki komiczny akcent”. W 1987 roku Cardinale zagrała u boku Petera Coyote, Grety Scacchi i Jamiego Lee Curtisa w filmie Diane Kurys Zakochany mężczyzna (wł. Un homme amoureux), pierwszym anglojęzycznym filmie Kurys. Obraz został wybrany jako otwierający Festiwal Filmowy w Cannes w 1987 roku, ale nie został wyróżniony żadną nagrodą. Cardinale wcieliła się w postać Julia Steiner, chorej na raka matki głównej bohaterki (w tej roli wystąpiła Greta Scacchi). Jej rola została doceniona przez krytyków. Desson Howe z The Washington Post podkreślał „ciepłe i promienne” elementy, które wniosła do tej roli, a Hal Hinson, reprezentujący tę samą redakcję, porównując grę Scacchi do Cardinale zwrócił uwagę na „ten sam rodzaj zmysłowości, jaki Cardinale wniosła do swoich wcześniejszych ról”. Po roli w komedii Blu elettrico (1988), Cardinale w dwuczęściowym filmie Rewolucja francuska (fr. La Révolution française, 1989.) wcieliła się w postać Yolandy de Polastron, ulubienicy Marii Antoniny. Stworzony z okazji dwusetnej rocznicy rewolucji francuskiej, 360-minutowy film Roberta Enrico i Richarda T. Heffrona był międzynarodową produkcją, w której obsadzie znaleźli się Klaus Maria Brandauer, Jane Seymour i Peter Ustinov.

#### Lata 90. Złoty Lew w Wenecji
W 1990 roku Claudia Cardinale zagrała u boku Bruno Cremera w Atto di dolore (reż. Pasquale Squitieri), wcielając się w postać Eleny, wdowy wychowującej dwoje dzieci, której życie wywraca się do góry nogami, gdy odkrywa, że jej syn Sandro jest uzależniony od narkotyków. Mimo prób podejmowanych przez matkę, chłopak nie jest w stanie wyjść z nałogu, a ona sama podejmuje dramatyczną decyzję. Za rolę w tym filmie w 1992 roku Cardinale otrzymała nominację do nagrody Nastro d’argento w kategorii „Najlepsza aktorka pierwszoplanowa”. W 1990 roku pojawiła się również w radziecko-włosko-hiszpańsko-marokańskiej produkcji Bitwa trzech królów (hiszp. La batalla de los tres reyes).
W 1991 roku wystąpiła u boku Richarda Berry’ego i Omara Sharifa w filmie Henriego Verneuila Mayrig znaczy mama (Mayrig w języku ormiańskim oznacza matkę), filmie o życiowych zmaganiach ormiańskiej rodziny, która emigruje z Turcji do Marsylii we Francji po ludobójstwie Ormian w 1915 roku. Film osiągnął na tyle duży sukces, że Verneuil nakręcił w następnym roku sequel, Ulica Paradis 588 (hiszp. 588 rue paradis), również z tą samą obsadą. Krytycy nie szczędzili Cardinale pochwał za rolę matki. Ogólnoormiańskie Zjednoczenie Organizacji Charytatywnych (ang. Armenian General Benevolent Union) odnotowało „nieskazitelne kreacje tych dzielnych aktorów, zwłaszcza Claudii Cardinale”.
W 1993 roku aktorka została uhonorowana Honorowym Złotym Lwem (wł. Leone d’oro alla carriera) za całokształt twórczości na Festiwalu Filmowym w Wenecji (wraz z Romanem Polańskim, Robertem De Niro i Stevenem Spielbergiem).
W tym samym roku aktorka zgodziła się ponownie wystąpić na planie zdjęciowym  Syna Różowej Pantery z Blakiem Edwardsem, Herbertem Lomem i Burtem Kwoukiem, aby uczcić 30. rocznicę premiery Różowej Pantery. Był to ostatni film Edwardsa. Okazał się komercyjną porażką, jak również został surowo oceniony przez krytyków którzy rozpaczali nad „boleśnie nieśmiesznym scenariuszem” i rolą Roberto Benigniego w roli nieślubnego syna inspektora Clouseau, za którą w 1994 roku aktor otrzymał nominację do Złotej Maliny w kategorii „Najgorszy debiut aktorski”. Film na serwisie Rotten Tomatoes ma ocenę zaledwie 6%, która została wystawiona na podstawie 34 recenzji (stan na 24 lutego 2022 r.). W 1994 roku zagrała we francuskiej komedii One myślą tylko o tym (fr. Elles ne pensent qu'à ça...) w reżyserii Charlotte Dubreuil), która powstała na podstawie komiksu Georges’a Wolinskiego. Rok później pojawiła się w kanadyjskim (francuskojęzycznym) policyjnym serialu telewizyjnym 10-07: L'affaire Zeus.
W 1997 roku zagrała w brytyjsko-włoskim miniserialu telewizyjnym Nostromo, wyreżyserowanym przez Alastaira Reida i wyprodukowanym przez Fernando Ghię z Pixit Productions, koprodukcji Radiotelevisione italiana, Televisión Española i WGBH Boston. Film jest opisywany jako „adaptacja epickiej powieści Nostromo Josepha Conrada o politycznych wstrząsach, chciwości i romansie z przełomu XIX i XX wieku w Ameryce Południowej”. Obsada filmu została nominowania do nagrody ALMA za „wybitną obsadę latynoską w filmie lub miniserialu stworzonym dla telewizji”. Jeszcze w tym samym roku (1997.) Cardinale pojawiła się w filmach Sous les pieds des femmes i Stupor Mundi. W ostatnim z wymienionych wcieliła się w histopryczną postać Konstancji Aragońskiej. W 1998 roku we francuskim obrazie Riches, belles, etc. zagrała rolę matki Loli Naymark – zamożnej baronowej, która zostawia swój hotel córce, by zaopiekowała się nim podczas jej nieobecności. W następnym roku w historycznym filmie Bandyci (wł. Li chiamarono... briganti!) Cristaldiego zagrała chłopską matkę dwojga dzieci, które były członkami armii Carmine’a Crocco (w tę rolę wcielił się Enrico Lo Verso) w epoce Garibaldiego. Słabo przyjęty film, opowiadający o bandytyzmie (i jego najgłośniejszym przedstawicielu) szerzącym się po risorgimento, został zbojkotowany i w niewyjaśnionych okolicznościach wycofany z kin (producenci od tego czasu odmówili cesji praw do jego transmisji). Jedni wskazywali, iż przyczyną było niepowodzenie finansowe, inni zwracali uwagę na podłoże polityczne – oskarżenie o rewizjonizm.

#### Lata 2000. XXI wieku. Debiut na scenie teatralnej i Złoty Niedźwiedź

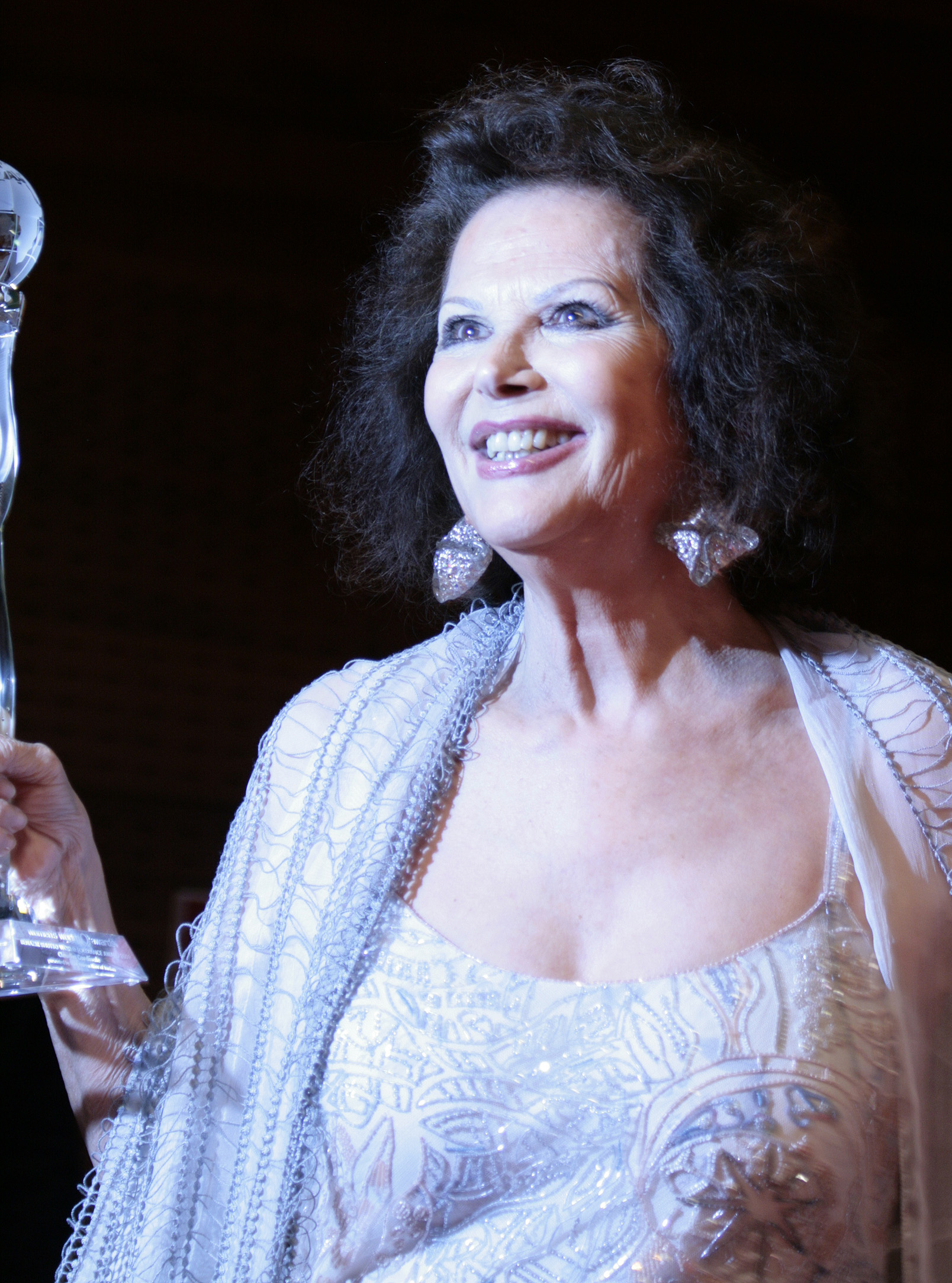
Claudia Cardinale podczas gali Women’s World Award w Wiener Stadthalle (Wiedeń, 2009)

W marcu 2000 roku Claudia Cardinale została mianowana ambasadorem dobrej woli UNESCO – „z uwagi na jej zaangażowanie w poprawę statusu kobiet i dziewcząt poprzez edukację, a także promowanie i potwierdzanie ich praw”.
W maju 2000 roku w wieku 62 lat aktorka rozpoczęła karierę teatralną, występując na deskach paryskiego Théâtre du Rond-Point w produkcji Maurizio Scaparro, stanowiącej inscenizację XVI-wiecznej sztuki Wenecjanka (wł. La Veniexiana) w adaptacji René de Ceccatty’ego. „Tym razem Maurizio Scaparro zdołał mnie przekonać. W kinie kamera chroni... Jest wspólnikiem, bo pozwala przerobić scenę. Ona też upiększa. W teatrze nie ma żadnej maski, a kontakt z publicznością jest całkowity. W rzeczywistości uwielbiam podejmować ryzyko lub wyruszać na przygodę” – powiedziała aktorka, której głównymi partnerami na scenie byli Marcel Maréchal i Catherine Allégret. Jednocześnie przyznała, że mimo udziału w 120 filmach wciąż czuje tremę na planie filmowym, a tym bardziej na scenie teatralnej.
W tym samym roku (2000) została uhonorowana nagrodą Nastro d’argento europeo. Zagrała również w telewizyjnym filmie Élisabeth – Ils sont tous nos enfants (2000).
Dwa lata później odbyła tournée teatralne po Włoszech, występując w Come tu mi vuoi Luigiego Pirandella, wyreżyserowanym przez Squitieriego. Pojawiła się w roli madame Falconetti (krytyk Roger Ebert określił ją jako „wyblakłą hrabinę”) u boku Jeremy’ego Ironsa w thrillerze A teraz... panie i panowie (ang. And now... Ladies and Gentlemen) Claude’a Leloucha. Zagrała damę, która spędza czas w Fezie w Maroku w towarzystwie z przystojnych żigolaków. Film został pokazany poza konkursem na Festiwalu Filmowym w Cannes w 2002 roku zbierając mieszane recenzje. Przykładowo A.O. Scott z New York Timesa skrytykował go, określając mianem „wyjątkowo głupiego”, ale jednocześnie pochwalił „nienaganne kompozycje CinemaScope” i „bujną, delikatną muzykę” Michela Legranda.
15 lutego 2002 roku na 52. Międzynarodowym Festiwalu Filmowym w Berlinie została nagrodzona Honorowym Złotym Niedźwiedziem za wkład w rozwój kina (na tym samym festiwalu Honorowego Niedźwiedzia otrzymał również Robert Altman).
W 2005 roku Claudia Cardinale pojawiła się na scenie paryskiego Théâtre de la Madeleine w obsadzie produkcji teatralnej Philippe’a Adriena w inscenizacji Słodkiego ptaka młodości (fr. Doux oiseau de jeunesse) Tenessego Williamsa. Zagrała starzejącą się hollywoodzką gwiazdę, która przeżywa poważny kryzys – zaczyna nadużywać alkoholu, zażywać narkotyki, bo uważa, że sukces jest związany tylko z młodością. Marząc o odzyskaniu sławy rzuca się w ramiona młodego kochanka (w tej roli wystąpił Christophe Reymond).
W sezonie 2006/2007 wystąpiła także w innej sztuce Williamsa Szklanej menażerii w reżyserii Andrei Liberoviciego, w której wcieliła się w rolę porzuconej przez męża Amandy Wingfield, kobiety mieszkającej z dziećmi – Tomem i Laurą, delikatną, odczuwającą samotność i kulawą dziewczynką. Opuszczona rodzina żyje w oczekiwaniu na wstrząsające wydarzenie: matka szuka go wytrwale, przekonana, że w ten sposób może walczyć z apatią dzieci, a przede wszystkim z kruchością Laury. Amanda próbuje przeciwstawić tę kruchość wytrwałym witalizmem i przekonuje swojego syna Toma, by zaprosił jednego ze swoich przyjaciół na obiad, mając nadzieję, że ze spotkania z Laurą narodzi się związek, dialog, przyjaźń, coś, co w efekcie spowoduje zmianę.
Claudia Cardinale nie zaprzestała występów w filmie. W 2007 roku pojawiła się w komedii Aline Issermann Cherche fiancé tous frais payés u boku Alexandry Lamy i Brunona Salomone’a, w roli, którą Patrick Besson określił jako „okropną” . Po roli w filmie telewizyjnym Hold-up à l'italienne (2008), w następnym roku Cardinale zagrała w chwalonej przez krytyków Nici (fr. Le fil), wcielając się w postać tunezyjskiej matki, która ma burzliwe relacje ze swoim synem (gejem) Malikiem (w tej roli wystąpił Antonin Stahly-Vishwanadan), wykształconym we Francji. Michael D. Klemm z CinemaQueer.com rozważał, w jaki sposób film przełamał wiele tabu w kontekście międzyrasowej seksualności i homoseksualizmu. Pochwalił „wspaniałą” grę Cardinale i nakreślony przez nią portret „apodyktycznej” matki, porównując jedną scenę, w której „przyprowadza do domu miłą dziewczynę na spotkanie z Malikiem”, do tej z kultowego Harold i Maude (1971).
W styczniu 2006 roku została przewodniczącą Komitetu Honorowego Międzynarodowych Spotkań Kina Dziedzictwa i Filmów Odrestaurowanych w Vincennes. 23 stycznia tegoż roku została jednocześnie uhonorowana nagrodą Henriego-Langloisa (fr. Prix Henri-Langlois) – podczas pierwszej edycji tego wydarzenia, dedykowanego twórczym wysiłkom organizacji zajmujących się konserwacją i restauracją filmów, wyróżniającym się aktorom i reżyserom oraz osobowościom filmowym, z uwzględnieniem kina autorskiego i dzieł dziedzictwa sztuki filmowej.

#### Lata 10. XXI wieku. Wciąż na planie filmowym. Kolejne nagrody

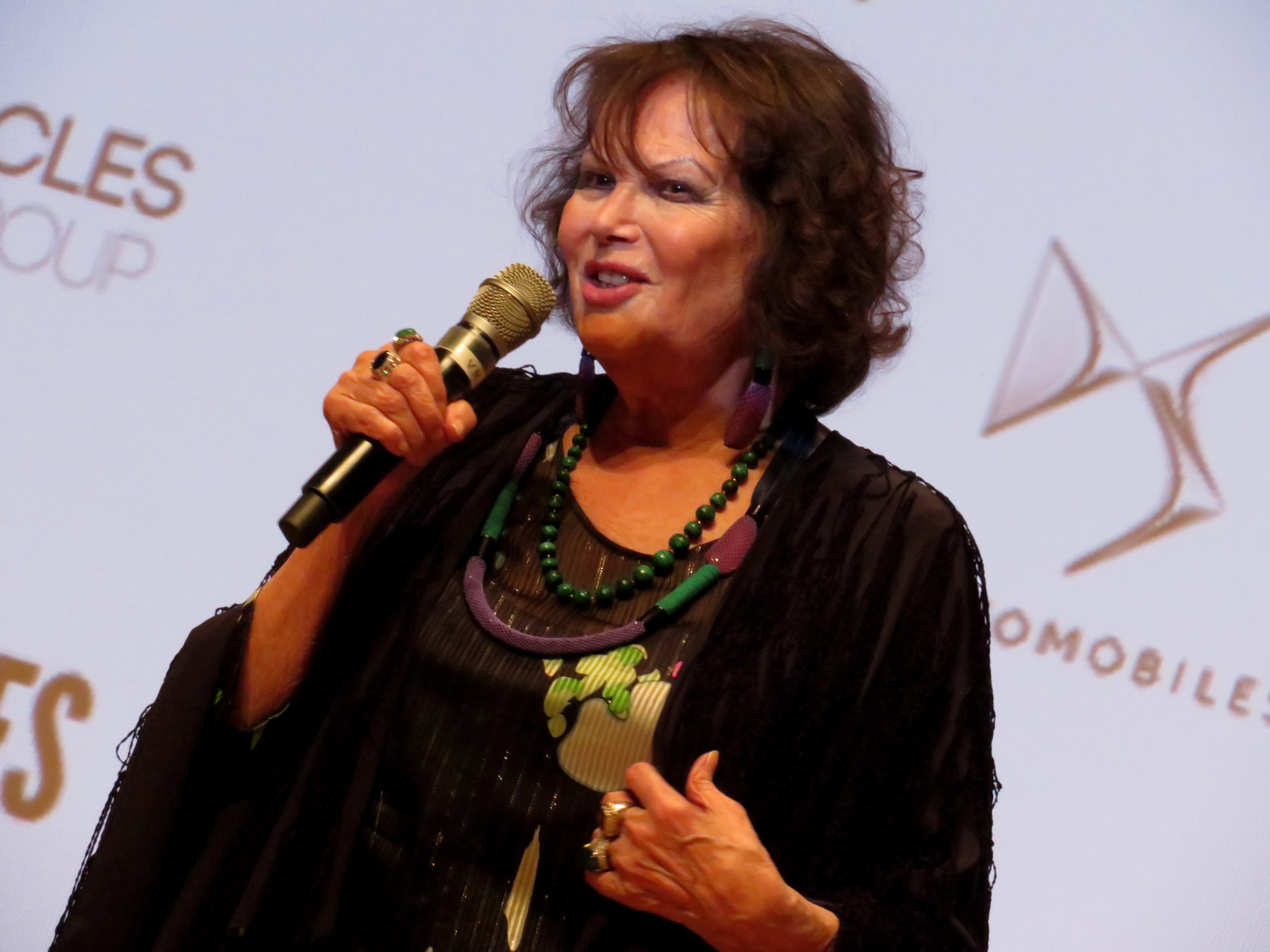
Claudia Cardinale przemawia podczas Brussels International Film Festival (czerwiec 2018)

W 2010 roku Claudia Cardinale otrzymała nagrodę Złota Pomarańcza dla najlepszej aktorki na 47. Międzynarodowym Festiwalu Filmowym „Złota Pomarańcza” w Antalyi za rolę starszej Włoszki, która przyjmuje młodą turecką studentkę z wymiany w komediodramacie Sinyora Enrica ile İtalyan Olmak. Zdjęcia do tej turecko-włoskiej koprodukcji były kręcone w Stambule i Rimini.
Rok później aktorka użyczyła swojego głosu w filmie przyrodniczym African Cats, dubbingując we włoskiej wersji językowej oryginalnego lektora (Samuela L. Jacksona). Obraz, który opowiada o życiu lwów i gepardów w ich naturalnym środowisku, okazał się wielkim sukcesem kasowym – film osiągnął przychód w wysokości 31 mln USD.
12 marca 2011 roku brytyjski dziennik „The Independent”, wymieniając 15 największych włoskich produktów eksportowych w dziedzinie kultury, pierwsze miejsce przyznał Claudii Cardinale, argumentując swój wybór: „Niektórzy mogą powiedzieć, że Loren, niektórzy Lollobrigida, niektórzy Bellucci, ale ze wszystkich włoskich bogiń ekranu, które zdominowały powojenne kino Zachodu, to pani Cardinale była tą, która prześcignęła Garibaldiego” W tym samym roku aktorka została uhonorowana nagrodą Złotego Lamparta za całokształt twórczości na Międzynarodowym Festiwalu Filmowym w Locarno (nagrodę wręczył Olivier Père), a na jej cześć został wyświetlony film Osiem i pół Federico Felliniego.
Na początku kwietnia 2011 roku artystka była gościem specjalnym pierwszej edycji festiwalu filmowego Philips Cinema Mundi im. Zygmunta Kałużyńskiego, odbywającego się w Łodzi. Odwiedziła wówczas łódzką szkołę filmową i spotkała się ze studentami.
W 2012 roku Cardinale wystąpiła u boku Jeanne Moreau i Michaela Lonsdale’a w ostatnim filmie fabularnym (ze zdjęciami operatora filmowego Renato Berty), który wyreżyserował portugalski reżyser Manoel de Oliveira, Gebo i cień (port.O Gebo e a Sombra). Ceniony przez krytyków, ma ocenę 100% w Rotten Tomatoes. Został pokazany (poza konkursem głównym) na 69. Międzynarodowym Festiwalu Filmowym w Wenecji. The Hollywood Reporter opisał go jako „zespół znakomitych starszych wykonawców”, dodając, iż: „Berta uchwycił mglisty, miękki blask wewnętrznego oświetlenia z gazu i świec, a rezultaty przypominają nam, że Manoel de Oliveira jest jedynym filmowcem na świecie, który naprawdę pamięta, jak wyglądało to światło w 1910 roku.” Kolejnym filmem, w którym zagrała aktorka, był francuskojęzyczny hiszpański obraz Artysta i modelka (hiszp. El artista y la modelo), w którym wystąpiła u boku Jeana Rocheforta. W 2013 roku Cardinale zagrała u boku drugoplanowych aktorek Patricii Black i Chloé Cunhy w Joy de V. Nadii Szold. W 2014 roku wystąpiła w dramacie wojennym Ernsta Gossnera Cicha góra (niem. Der stille Berg), historii miłosnej, której akcja rozgrywa się w Dolomitach w momencie wybuchu wojny pomiędzy Włochami a Austro-Węgrami w 1915 roku (w czasie I wojny światowej). Gossner opisał ją jako „wymarzonego członka obsady” i wspominał, że Cardinale zgodziła się wziąć udział w filmie zaraz po tym jak otrzymała scenariusz. W tym samym roku (2014) aktorka wcieliła się w postać „sympatycznej włoskiej przyzwoitki” w brytyjskim dramacie Effie Grey, napisanym przez Emmę Thompson (z Dakotą Fanning w roli głównej). W wywiadzie, przeprowadzonym w ramach promocji filmu, Cardinale powiedziała: „Zwykle, gdy jesteś już stary, nie pracujesz, ale ja nadal pracuję, co jest dobre... Miałam dużo szczęścia, ponieważ miałam wielu fantastycznych reżyserów: Felliniego, Viscontiego, Blake’a Edwardsa, wielu, wielu...”.
W maju 2015 roku Claudia Cardinale była gościem specjalnym ósmej edycji Międzynarodowego Festiwalu Kina Niezależnego PKO Off Camera, który odbywał się w Krakowie. 2 maja w kinie „Kijów” wzięła udział w polskiej premierze filmu Ostatni przystanek (wł. Ultima fermata), w którym wystąpiła. Ponadto artystka odcisnęła swoją dłoń, której odlew został umieszczony w krakowskiej Alei Gwiazd. Rok później za rolę w Ostatnim przystanku otrzymała nominację do nagrody Davida di Donatello w kategorii „Najlepsza aktorka drugoplanowa”.
W 2017 roku jej zdjęcie znalazło się na oficjalnym plakacie 70. Międzynarodowego Festiwalu Filmowego w Cannes. Wykorzystano przy tym oryginalną fotografię aktorki wykonaną w 1959 roku, na którym można podziwiać Cardinale tańczącą boso na tarasie w Rzymie. Za retusz fotografii odpowiadała paryska agencja Bronx.
21 marca 2018 roku wzięła udział (jako gość honorowy) w otwarciu Miasta Kultury w Tunisie (fr. Cité de la Culture) – jednego z największych kompleksów kulturalnych w świecie arabskim i Afryce.
W marcu tego samego roku w wywiadzie dla dziennika „Corriere della Sera” powiedziała: „Jestem kobietą, której nikt nie może zatrzymać. Nigdy nie przejdę na emeryturę”.
11 października 2018 roku otrzymała nagrodę Tabernas de Cine na Almería Western Film Festival.
14 lipca 2019 roku została uhonorowana jednym z najważniejszych francuskich odznaczeń państwowych, otrzymując tytuł Wielkiego Oficera Orderu Narodowego Legii Honorowej.

#### Lata 20. XXI wieku
W 2020 roku Cardinale była główną gwiazdą szwajcarskiego miniserialu Bulle. W tym samym roku zagrała rolę we francuskojęzycznym filmie Netflixa Bronx. W debiutanckim weekendzie był to drugi najczęściej oglądany film na tym serwisie.

### Życie prywatne
Claudia Cardinale ma 173 cm wzrostu i jest naturalną szatynką. Mówi w językach: francuskim, włoskim, angielskim, hiszpańskim i arabskim.
Ma liczne, młodsze rodzeństwo – siostrę Blanche oraz dwóch braci: Brunona i Adriena. Pochodzi z długowiecznej rodziny – jej ojciec (François) zmarł w wieku 94 lat, a matka (Yolanda) w wieku 88 lat. Rodzice w dzieciństwie zawsze ją wspierali, choć największą pięknością w rodzinie była jej rodzona siostra Blanche i to jej przepowiadano karierę aktorską. Tymczasem Claudia była chłopczycą, walczącą o udowodnienie, że dziewczynki są równie silne jak chłopcy.
W 1958 roku na Festiwalu Filmowym w Wenecji, będąc wówczas w ciąży i trudnej sytuacji finansowej, poznała znanego producenta filmowego Franca Cristaldiego, z którym była formalnie związana od 1967 do 1975 roku . Wykorzystał on trudną sytuację początkującej aktorki samotnie wychowującej dziecko, podpisując z nią wieloletni kontrakt na wyłączność. Po latach źle wspominała ten związek, w którym, jak stwierdziła, „nie była kochanką ani ciała, ani umysłu” Cristaldiego. „Byłam Kopciuszkiem, całkowicie na łasce jego hojności” – napisała w swojej biografii wydanej w 1995 roku.
Z drugim partnerem, reżyserem Pasqualem Squitierim połączyła ją wielka miłość. Poznali się w 1973 i byli razem do 1999 roku. Mimo tego, że spędzili razem ponad 25 lat, nie zdecydowała się na małżeństwo, wskazując, że ciążyła na niej pamięć doznanej przemocy. Wspominała również, że nie chciała mieszać życia publicznego z prywatnym. Nawet po rozstaniu Pasquale i Claudia utrzymywali ze sobą bardzo dobre kontakty.

Od 1989 roku Claudia Cardinale mieszka w Paryżu w domu z widokiem na Sekwanę. Na zdjęciu: Pont des Arts; w tle Île de la Cité z dwiema wieżami katedry Notre-Dame

Kilka dni po tym, jak aktorka dowiedziała się o śmierci Squitieriego (reżyser zmarł 18 lutego 2017 w wieku 78 lat), udzieliła wywiadu dziennikarzowi Corriere della Sera, w którym podkreślała wielkie uczucie, jakim go darzyła: „To była jedyna miłość w moim życiu. Z Pasquale zawsze byliśmy przyjaciółmi i stanowiliśmy jedność”.
Cardinale ma dwoje dzieci: Patricka Franka, który urodził się (19 października 1958 roku w Londynie) jako nieślubne dziecko, gdy miała 19 lat, a później został adoptowany przez Cristaldiego i Claudię (Squitieri).
W pierwszej połowie lat 60. XX wieku trzy lata spędziła w Stanach Zjednoczonych, występując w amerykańskich produkcjach filmowych. W tym okresie zaprzyjaźniła się z Marilyn Monroe, która pozwoliła jej mieszkać w swoim domu, gdy wyjechała w interesach. Cardinale przyznała, że śmierć amerykańskiej aktorki sprawiła jej wielki ból.
Przyjaźniła się z Luchino Viscontim, z którym spędzała dużo czasu. Po latach wspominała, że reżyser wprost zwariował na jej punkcie: „Często zapraszał mnie do swojego domu na obiad, po czym pod obrusem kazał mi znaleźć klejnoty Cartiera. Kiedy wychodził do pracy, błagał, żebym mu towarzyszyła, potrzebował mnie, a ja lubiłam być blisko niego”.
Od 1989 roku Claudia Cardinale mieszka w swoim paryskim domu z widokiem na Sekwanę.
W 2005 roku wydała autobiografię zatytułowaną „Mes étoiles”. Cztery lata później opublikowała album fotograficzny „Ma Tunisie”.

## Fundacja Claudii Cardinale
W 2023 roku artystka założyła fundację swojego imienia (wł. Fondazione Claudia Cardinale), która jest prowadzona przez córkę, Claudię Squitieri. Misją jest przyczynianie się do zmian społecznych poprzez produkcję, promocję i rozpowszechnianie sztuki, ze szczególnym uwzględnieniem kobiet-artystek i świadomości ekologicznej, jak również pomoc młodym artystom z całego świata w zaistnieniu i odnalezieniu się w świecie rozrywki.

## Upamiętnienie

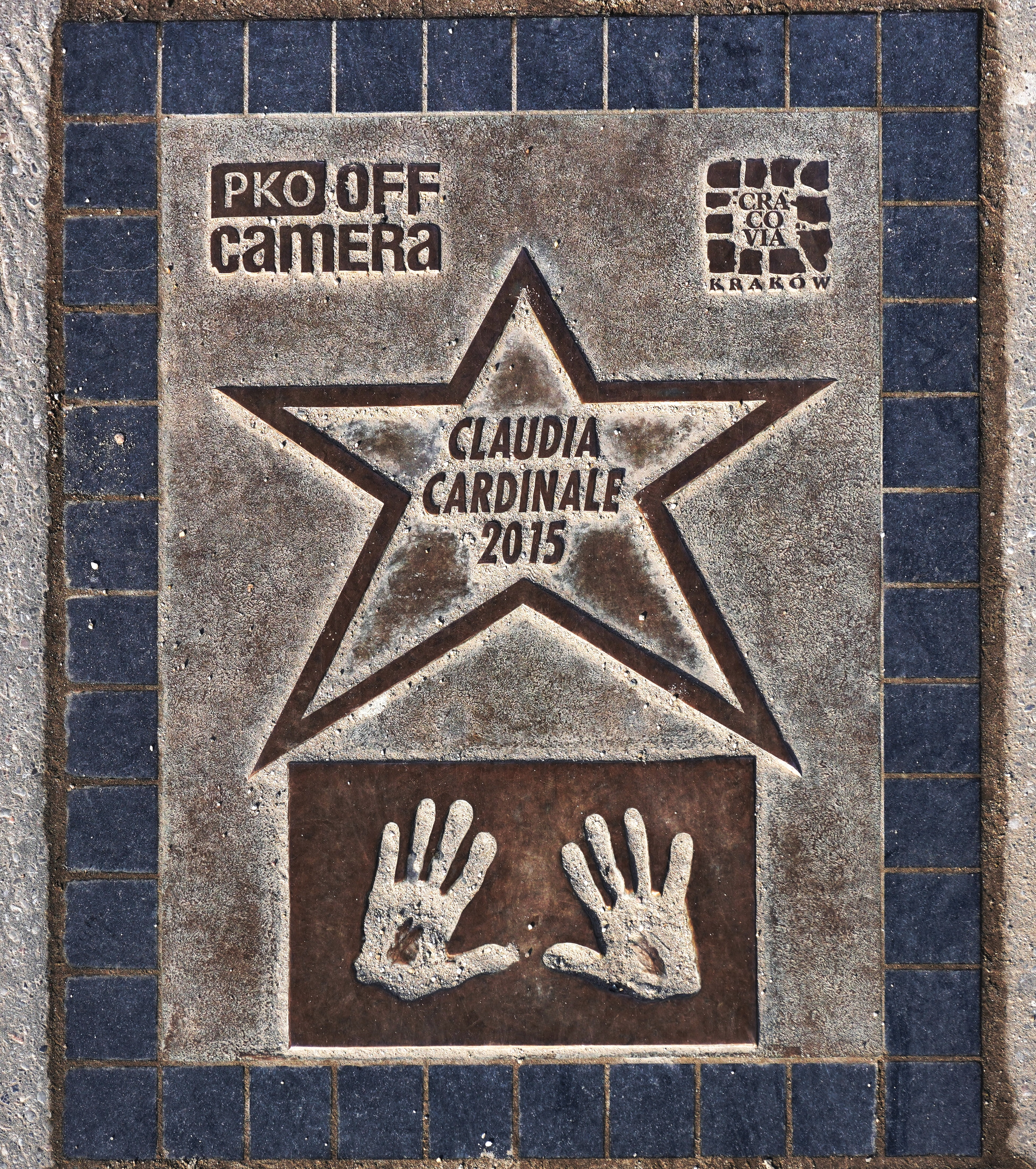
Gwiazda Claudii Cardinale na Alei Gwiazd w Krakowie

W maju 2022 roku uhonorowało ją miasto Halk al-Wadi (wcześniej – fr. La Goulette), w którym Claudia Cardinale spędziła znaczną część swojego dzieciństwa i młodości, nazywając jej imieniem jedną z ulic.

## Filmografia

### Filmy kinowe
- 1958
  - Goha

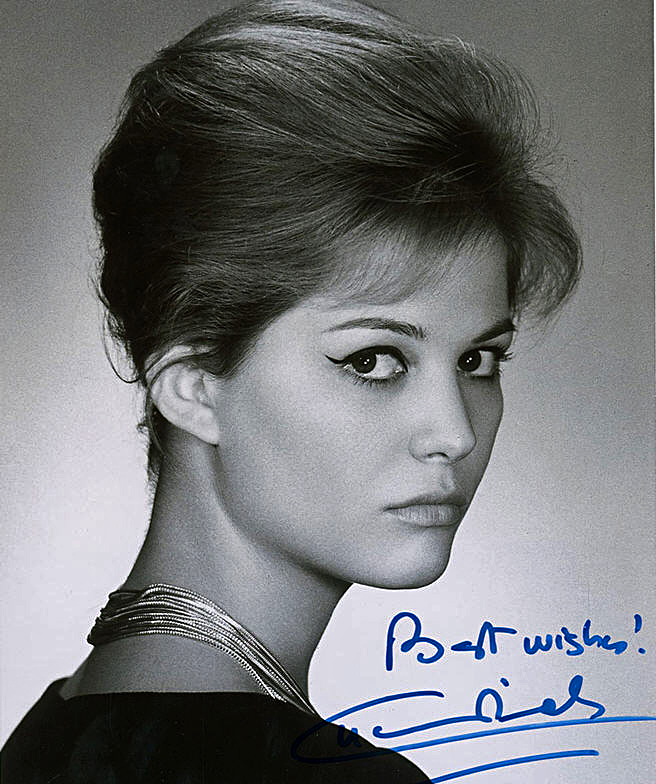
Zdjęcie Claudii Cardinale z autografem (ok. 1960)

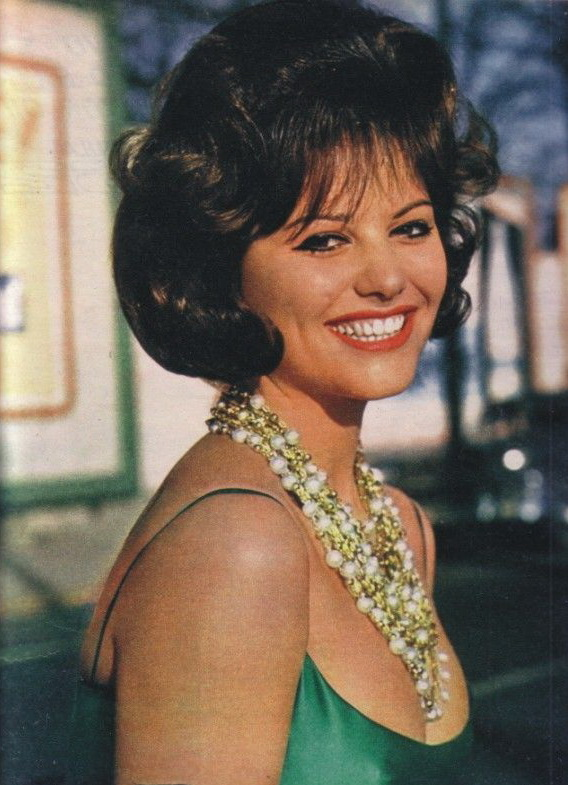
Claudia Cardinale na okładce włoskiego magazynu „Tempo” (1962)

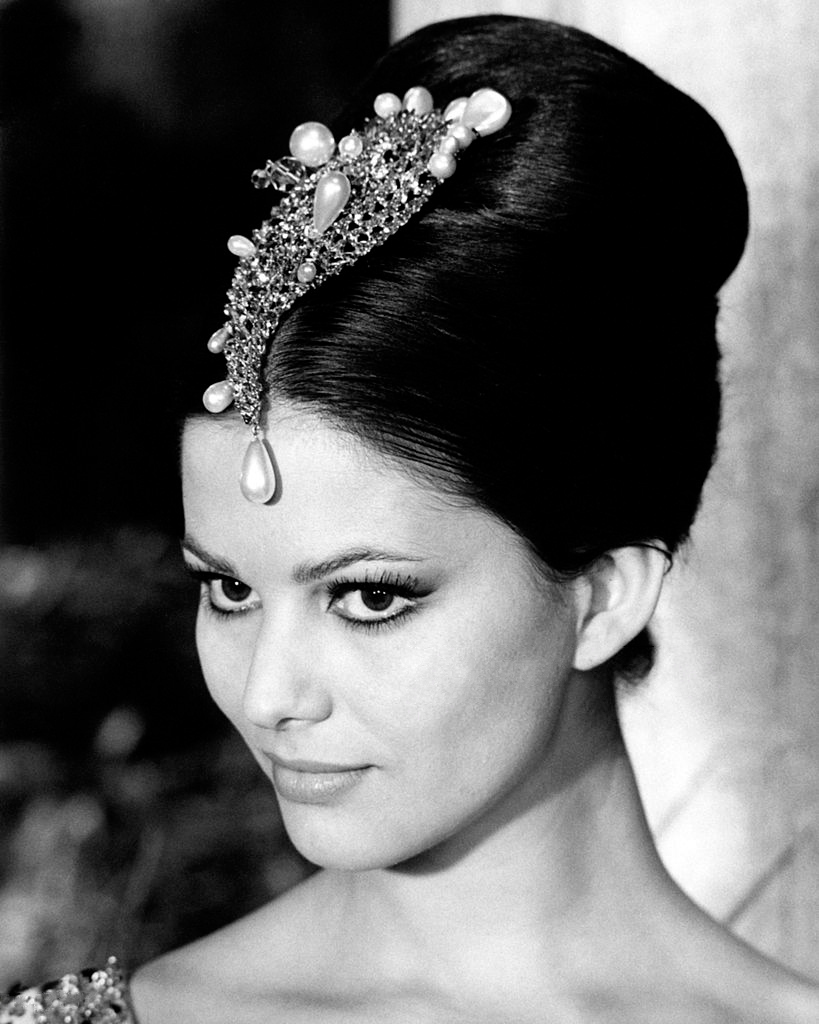
Claudia Cardinale z fantazyjną fryzurą ozdobioną lśniącym klejnotem na planie filmu Różowa Pantera Blake’a Edwardsa, luty 1963

  - Sprawcy nieznani (I soliti ignoti)
- 1959
  - Człowiek zza biurka (Il magistrato)
  - W górę i na dół (Upstairs and Downstairs)
  - Skok w Mediolanie (Audace colpo dei soliti ignoti)
  - Pierwsza noc (La prima notte)
  - W ślepej uliczce (Un maledetto imbroglio)
- 1960
  - Rocco i jego bracia (Rocco e i suoi fratelli)
  - Następcy tronów (I Delfini)
  - Wiatr z południa (Vento del sud)
  - Bitwa pod Austerlitz (Austerlitz)
  - Piękny Antonio (Il bell’Antonio)
- 1961
  - Dziewczyna z walizką (La ragazza con la valigia)
  - Syn marnotrawny (La viaccia)
  - Lwy wychodzą na wolność (Les lions sont lâchés)
  - Auguste
- 1962
  - Cartouche-zbójca (Cartouche)
  - Samotność (Senilità)
- 1963
  - Jego dziewczyna (La ragazza di Bube)
  - Osiem i pół (8½)
  - Lampart (Il gattopardo)
  - Różowa Pantera (The Pink Panther)
- 1964
  - Czas obojetności (Gli Indifferenti)
  - Świat cyrku (Circus world)
  - Wspaniały rogacz (Il magnifico cornuto)
- 1965
  - Błędne gwiazdy Wielkiej Niedźwiedzicy (Vaghe stelle dell’Orsa...)
  - Blindfold
- 1966
  - Zawodowcy (The Professionals)
  - Wojna w Algierze (Lost command)
  - Wróżki (Le fate)
- 1967
  - Nie daj się usidlić (Don’t Make Waves)
  - Róża dla każdego (Una rosa per tutti)
- 1968
  - Piekło z bohaterami (The Hell with Heroes)
  - Ukradnij następnemu (Ruba al prossima tuo)
  - Pewnego razu na Dzikim Zachodzie (C’era una volta il West)
  - Dzień puszczyka (Il giorno della civetta)
- 1969
  - Roku pańskiego (Nell’anno del Signore)
  - Szalone dni (Certo certissimo... anzi probabile)
  - Czerwony namiot (Krasnaja pałatka)
  - Certo, certissimo, anzi... probabile
- 1970
  - Przygody Gerarda (The Adventures of Gerard)
- 1971
  - Popsy pop
  - Włoch szuka żony (Bello, onesto, emigrato Australia sposerebbe compaesana illibata)
  - Królowe Dzikiego Zachodu (Les pétroleuses)
- 1972
  - Audiencja (L’udienza)
  - La Scoumoune
- 1973
  - Dzień furii (Il giorno del furore)
- 1974
  - Kamoryści (I guappi)
  - Portret rodzinny we wnętrzu (Gruppo di famiglia in un interno)
- 1975
  - Libera – moja miłość (Libera, amore mio!)
  - Tu zaczyna się przygoda (Qui comincia l’avventura)
  - Igraszki o północy (A mezzanotte va la ronda del piacere)
- 1976
  - Il comune senso del pudore
  - Un sorriso, uno schiaffo, un bacio in bocca
- 1977
  - Żelazny prefekt (Il prefetto di ferro)
- 1978
  - Do widzenia i amen (wł. Goodbye e amen)
  - Una donna due passioni
  - Corleone
  - Rewolwer (L’arma)
  - Dziewczynka w błękicie (La petite fille en velours bleu)
- 1979
  - Ucieczka na Atenę (Escape to Athena)
- 1980
  - Si salvi chi vuole
- 1981
  - Skóra (La pelle)
  - Salamandrze (The Salamander)
- 1982
  - Fitzcarraldo
  - Prezent (fr. Le Cadeau)
- 1983
  - Le Ruffian
- 1985
  - Następne lato (L’été prochain)
  - La donna delle meraviglie
- 1987
  - Zakochany mężczyzna (Un homme amoureux)
- 1989
  - Rewolucja francuska (film) (La Révolution française)
- 1990
  - Bitwa trzech królów (La batalla de los tres reyes)
  - Atto di dolore
- 1991
  - Mayrig znaczy mama (Mayrig)
- 1992
  - Ulica Paradis 588 (588 rue paradis)
- 1993
  - Syn Różowej Pantery (Son of the Pink Panter)
- 1994
  - One myślą tylko o tym (Elles ne pensent qu'à ça...)
- 1996
  - Lato w Goulette (Un été à La Goulette)
- 1997
  - Stupor Mundi
  - Sous les pieds des femmes
- 1998
  - Riches, belles, etc.
- 1999
  - Bandyci (Li chiamarono... briganti!)
  - Un Café... l'addition
- 2002
  - Piano Bar (And Now... Ladies and Gentlemen)
- 2005
  - Demon drugiej młodości (Le démon de midi)
- 2007
  - Cherche fiancé tous frais payés
- 2009
  - Nić (Le fil)
- 2010
  - Tre destini, un solo amore (wł. Un balcon sur la mer)
  - Sinyora Enrica ile İtalyan Olmak (wł. Diventare italiano con la signora Enrica)
- 2011
  - Father
- 2012
  - Artysta i modelka (El artista y la modelo)
  - Gebo i cień (port. O Gebo e a Sombra)
- 2013
  - Joy de V.
- 2014
  - Cicha góra (niem. Der stille Berg, wł. La montagna silenziosa)
  - Les Francis
- 2015
  - Ostatni przystanek (Ultima fermata)
  - Effie Gray
  - Wszystkie drogi prowadzą do Rzymu (All Roads Lead to Rome)
  - Twice Upon a Time in the West
- 2016
  - Szlachetne kłamstwa (Nobili bugie)
- 2017
  - Rudy Valentino – gwiazda gwiazd (Rudy Valentino – Divo dei divi)
  - Niente di serio
  - Nobili Bugie
- 2020
  - Bronx
- 2022
  - Wyspa przebaczenia (fr. L'Île du pardon)

### Filmy telewizyjne
- 1977
  - Jezus z Nazaretu (Jesus of Nazareth)
- 1983
  - Księżniczka Daisy (Princess Daisy)
- 1986
  - Historia (La Storia)
  - Naso di cane
- 1988
  - Blu elettrico
- 1989
  - Rewolucja francuska (film) (La Révolution française)
- 1992
  - Flash, le reporter-photographe
- 1995
  - 10-07: L'affaire Zeus
- 1996
  - Nostromo
- 1997
  - Żar pustyni (Deserto di fuoco)
- 1998
  - Mia, Liebe meines Lebens (wł Mia per sempre)
- 2000
  - Élisabeth – Ils sont tous nos enfants
- 2008
  - Hold-up à l'italienne
- 2010
  - Il giorno della Shoah
- 2016
  - La Loi de...
- 2017
  - Il bello delle donne... alcuni anni dopo
- 2020
  - Bulle

### Filmy krótkometrażowe
- 1956
  - Les Anneaux d’or
- 1968
  - La amante estelar
- 1999
  - Un café... l'addition
- 2015
  - L’aveugle et la Cardinale
- 2021
  - Claudia
- 2023
  - Un Cardinale Donna (pol. Kardynał-kobieta)[231]

### Filmy dokumentalne
- 1965
  - Claudia Cardinale
- 1982
  - Burden of Dreams
  - Stelle emigranti
- 1994
  - Claudia Cardinale, la più bella italiana di Tunisi
- 1997
  - Cannes... les 400 coups
- 1999
  - Mój ukochany wróg (Mein liebster Feind – Klaus Kinski)
  - Luchino Visconti
- 2001
  - Vamps et femmes fatales du cinéma européen
- 2003
  - The Life and Times of Count Luchino Visconti
  - L'ultima sequenza
  - The Magic of Fellini
- 2005
  - Essere Claudia Cardinale
  - Frammenti di Novecento
- 2006
  - Sergio Leone: The Way I See Things
  - Marcello, una vita dolce
- 2009
  - Pietro Germi – Il bravo, il bello, il cattivo
  - La traversée du désir
  - Hollywood sul Tevere
- 2010
  - 1960
- 2011
  - Belmondo, itinéraire...
- 2012
  - L’insolito ignoto – Vita acrobatica di Tiberio Murgia
  - Gli anni delle immagini perdute
- 2013
  - Alberto il grande
- 2015
  - Alfredo Bini, ospite inatteso
- 2016
  - Belmondo par Belmondo
- 2019
  - Il principe delle pezze
  - Claudia Cardinale, La Créature Du Secret[56]
- 2022
  - Siciliani d’Africa – Tunisia Terra Promessa

### Lektor / dubbing
- 2011
  - African Cats (włoska wersja językowa, oryginalny głos lektora – Samuel L. Jackson)[199]

## Dyskografia

### Albumy
- The Four Dreamers (1962)[232]
- Vive Les Années 70. (Best of) – kompilacja (2018)[233]

### Single
- Keep Up Your Smile (1971)[234]
- Popsy-Pop Song (1971)[234]
- Prairie Woman (1972)[235]
- Love Affair (1977)[236][237]
- Do it Claudia (1977)[237]
- Private life (1978)[238]
- Sun... I Love You (1978)[238]

## Wybrane nagrody i wyróżnienia

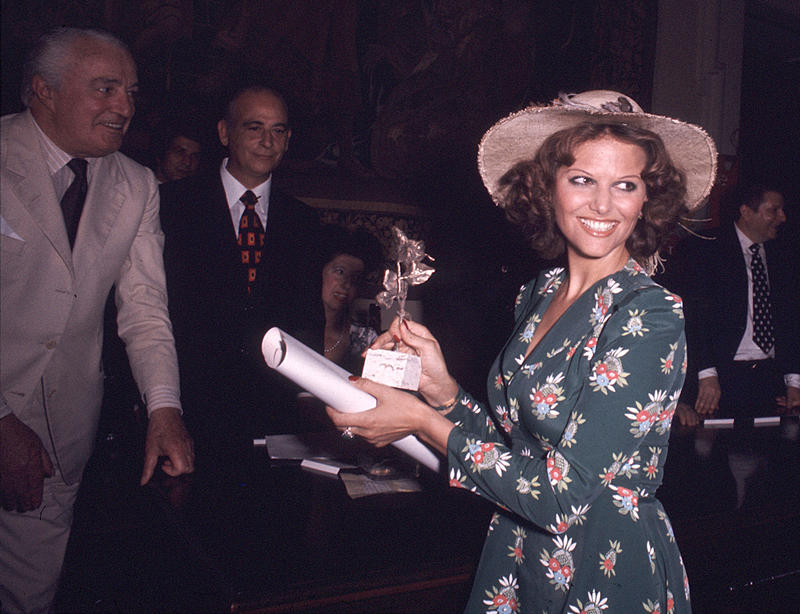
Claudia Cardinale z Nagrodą Davida di Donatello w kategorii „Najlepsza aktorka pierwszoplanowa” za rolę w filmie Włoch szuka żony (1972)

- Międzynarodowy Festiwal Filmowy w Wenecji
  - Nagroda Pasinettiego (wł. Premio Pasinetti) dla najlepszej aktorki (1984)[19]
  - Honorowym Złotym Lwem (wł. Leone d’oro alla carriera) za całoksztat twórczości (1993)[20]

- Międzynarodowy Festiwal Filmowy w Berlinie
  - Honorowy Złoty Niedźwiedź za wkład w rozwój kina (2002)[21][22][23][239]

- Nagrody i wyróżnienia Włoskiej Akademii Filmowej[148]
  - 1961 – Nagroda „David speciale” za rolę w filmie Dziewczyna z walizką[18]
  - 1968 – Nagroda Davida di Donatello w kategorii „Najlepsza aktorka pierwszoplanowa” za rolę w filmie Dzień puszczyka[18]
  - 1972 – Nagroda Davida di Donatello w kategorii „Najlepsza aktorka pierwszoplanowa” za rolę w filmie Włoch szuka żony[18]
  - 1988 – Premio Alitalia[18]
  - 1997 – Nagroda Davioda di Donatello za całokształt twórczości[18]
  - 2016 – Nominacja do nagrody Davida di Donatello w kategorii „Najlepsza aktorka drugoplanowa” za rolę w filmie Ostatni przystanek[18].

- Nagrody i wyróżnienia Włoskiego Narodowego Syndykatu Dziennikarzy Filmowych Nastro d’argento
  - 1965 – nagroda Nastro d’argento w kategorii „Najlepsza aktorka pierwszoplanowa” za rolę w filmie Jego dziewczyna (wł. La ragazza di Bube)[103][104][148]
  - 1982 – nagroda Nastro d’argento w kategorii „Najlepsza aktorka drugoplanowa” za rolę w filmie Skóra (wł. La pelle)[147][148]
  - 1985 – nagroda Nastro d’argento w kategorii „Najlepsza aktorka pierwszoplanowa” za rolę w filmie Claretta[148][154]
  - 1992 – nominacja do nagrody Nastro d’argento w kategorii „Najlepsza aktorka pierwszoplanowa” za rolę w filmie Atto di dolore[148][164]
  - 1992 – nagroda Nastro d’argento europeo za sukcesy na arenie międzynarodowej[148][180]

- Międzynarodowe Spotkania Kina Dziedzictwa i Filmów Odrestaurowanych w Vincennes
  - 2006 – Nagroda Henriego-Langloisa (fr. Prix Henri-Langlois)[195][196]

- Nagrody Globo d’oro (pol. Złoty Glob) – dziennikarzy prasy zagranicznej akredytowanych we Włoszech
  - 1985 – nagroda Globo d’oro w kategorii „Najlepsza aktorka” za rolę w filmie Claretta[148][240]
  - 1991 – nagroda Globo d’oro w kategorii „Najlepsza aktorka” za rolę w filmie Atto di dolore[148][164]
  - 2014 – nagroda Globo d’oro za całokształt twórczości[148]

- Międzynarodowy Festiwal Filmowy w Locarno
  - Nagroda Złotego Lamparta za całokształt twórczości (2011)[148][202]

- Międzynarodowy Festiwal Filmowy w Moskwie
  - Złoty Orzeł za „wybitny wkład w rozwój światowej kinomatografii” (2011)[241]

- Międzynarodowy Festiwal Filmowy w São Paulo
  - Nagroda im. Leona Cakoffa (2012)[242][243]

- Międzynarodowy Festiwal Filmowy w Erywaniu
  - Talar Paradżanowa – Nagroda za Całokształt Twórczości (2010)[244]

- Międzynarodowy Festiwal Filmowy w Stambule
  - Nagroda za całokształt twórczości (2008)[245][246]

- Nagrody Akademii Lumières
  - Nagroda honorowa za całokształt twórczości (2013)[247][248][249]

- Międzynarodowy Festiwal Filmowy w Kairze
  - Nagroda specjalna (1976)[250]
  - Nagroda za całokształt twórczości im. Fatiny Hamamy (2015)[251][252]

- Abu Dhabi Film Festival
  - Nagroda za całokształt twórczości (2012)[253][254]

- Międzynarodowy Festiwal Filmowy Transilvania
  - Nagroda za całokształt twórczości (2009)[255]

- Nagrody Grolla d’oro (organizowane przez Region Autonomiczny Dolina Aosty)
  - 1962 – nominacja do nagrody Grolla d’oro w kategorii „Najlepsza aktorka” za rolę w filmie Samotność (wł. Senilità)[256]
  - 1962 – nominacja do nagrody Grolla d’oro w kategorii „Najlepsza aktorka” za rolę w filmie Syn marnotrawny (wł. La viaccia)[256]
  - 1963 – nominacja do nagrody Grolla d’oro w kategorii „Najlepsza aktorka” za rolę w filmie Lampart (wł. Il gattopardo)[257]
  - 1964 – nagroda Grolla d’oro w kategorii „Najlepsza aktorka” za rolę w filmie Jego dziewczyna (wł. La ragazza di Bube)[258]
  - 1968 – nominacja do nagrody Grolla d’oro w kategorii „Najlepsza aktorka” za rolę w filmie Dzień puszczyka (wł. Il giorno della civetta)[259]
  - 1972 – nominacja do nagrody Grolla d’oro w kategorii „Najlepsza aktorka” za rolę w filmie Włoch szuka żony (wł. Bello, onesto, emigrato Australia sposerebbe compaesana illibata)[260]

- Festiwal Filmowy w Montrealu
  - Nagroda za całokształt twórczości (2003)[261]

- Międzynarodowy Festiwal Filmowy w Sofii
  - Nagroda Sofia za wybitny wkład w sztukę filmową (2011)[101][148][262]

- Europejskie Biennale Filmów Krótkometrażowych w Ludwigsburgu (niem. Europäische Kurzfilmbiennale Ludwigsburg)
  - Nagroda LBBW European Actors Award (2003)[263]

- Międzynarodowy Festiwal Filmowy w Marrakeszu
  - Nagroda za całokształt twórczości (2004)[264]

## Odznaczenia
- Wielki Oficer Orderu Zasługi Republiki Włoskiej (2002)[265]
- Komandor Orderu Zasługi Republiki Włoskiej (1995)[266]
- Komandor Orderu Narodowego Legii Honorowej (2008)[267][268][269]
- Wielki Oficer Orderu Narodowego Legii Honorowej (2019)[220]
- Oficer Orderu Narodowego Legii Honorowej (1997)[269]
- Kawaler Orderu Narodowego Legii Honorowej (1999)[270]
- Komandor Orderu Sztuki i Literatury (1992)[270]